# Musée des Beaux-Arts Pouchkine
Pour les articles homonymes, voir Musée des Beaux-Arts.
Le musée des Beaux-Arts Pouchkine (russe : Музей изобразительных искусств имени А. С. Пушкина) ou simplement musée Pouchkine est le plus grand musée d'art européen de Moscou. Il a été édifié entre 1898 et 1912 et se situe face à la cathédrale du Christ-Sauveur. On considère que la date de sa fondation est le 17 (29) août 1898. Il s'appelait alors le musée Alexandre-III.
C'est un des plus importants du monde de par la richesse de ses collections : plus de 670 000 œuvres y sont présentées. Le musée d'État des Beaux-Arts a été inauguré le 31 mai 1912 et il a été renommé en 1937 en mémoire du célèbre poète. Son premier directeur était le père de Marina Tsvetaïeva.
Les collections de Sergueï Chtchoukine et d'Ivan Morozov, nationalisées après la révolution d'Octobre au printemps 1918, constituent un fonds d'importance majeure de la collection d'art moderne occidental du musée. Elles sont constituées d'œuvres d'impressionnistes, de postimpressionnistes, de Gauguin, Van Gogh, Cézanne, Picasso, de fauvistes et de Nabis.
Les collections du musée font depuis les années 1990 l'objet d'une polémique entre l'Allemagne et la Russie ; en effet, en mai 1945, l’URSS confisquait le Trésor de Priam et le Trésor d'Eberswalde aux musées berlinois comme prise de guerre. On crut longtemps ces collections disparues, jusqu'à ce que des journalistes ouest-allemands les localisent dans les réserves du musée Pouchkine. Bien que les pourparlers entre les deux pays se poursuivent en vue d'une restitution à l'Allemagne, le musée expose désormais ces deux collections au grand public.
Le musée a été dirigé de 1961 à 2013 par Mme Irina Antonova, commandeur de la Légion d'honneur, et il est dirigé depuis juillet 2013 par Mme Marina Lochak, Irina Antonova étant Présidente du musée.

## Historique

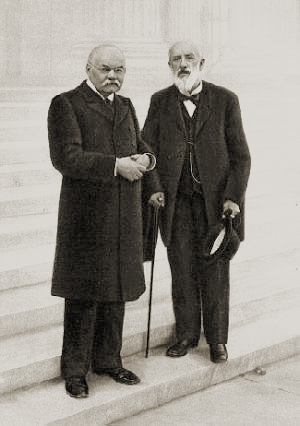
et, fondateurs du musée, en 1910.

Le musée conçu par Ivan Tsvetaïev, professeur d'histoire de l'art, et dessiné par l'architecte Roman Klein (en) ouvre officiellement ses portes le 31 mai 1912. Son fonds est constitué de moulages de sculptures antiques, médiévales et de la Renaissance. En 1924 le pouvoir soviétique décide de créer de nouvelles galeries dédiées à la peinture et aux chefs-d'œuvre authentiques du passé. Dans les années 1924-1930 les meilleurs experts russes en art occidental sélectionnent les acquisitions du musée en étudiant des centaines de collections nationalisées provenant pour l'essentiel du musée Roumiantsev, de la galerie Tretiakov ou du musée de l'Ermitage. Après avoir été renommé en 1932 "musée des arts figuratifs", il reçoit le nom de musée Pouchkine en 1937. Pendant la Seconde Guerre mondiale plus de 100 000 pièces sont évacuées en Sibérie. Le musée rouvre le 3 octobre 1946 après des mois de rénovation et de restauration. Le musée abrite pendant quelque temps les collections de la Gemäldegalerie Alte Meister à Dresde sauvées par l'armée rouge. En 1948 les collections Sergueï Chtchoukine et Ivan Morozov exposées au musée de l'art occidental moderne destiné à fermer sont transférées et réparties entre le musée Pouchkine et l'Ermitage.

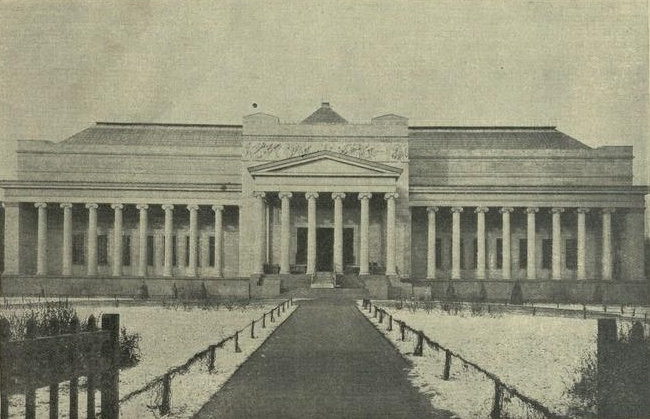
Le bâtiment en 1912, juste avant l'inauguration.
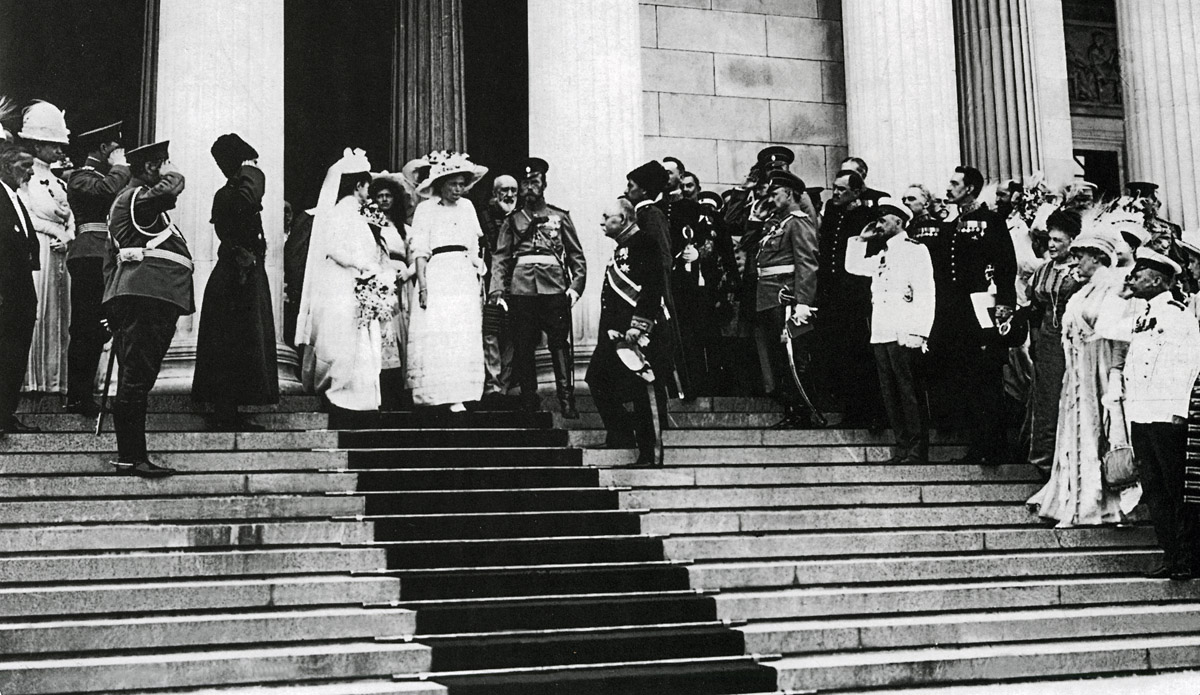
Inauguration du « musée Alexandre-III » en 1912, en présence de la famille impériale et des fondateurs, Ivan Tsvetaiev et Youri Nietchaiev-Maltsov.

## Collections

### Égypte ancienne

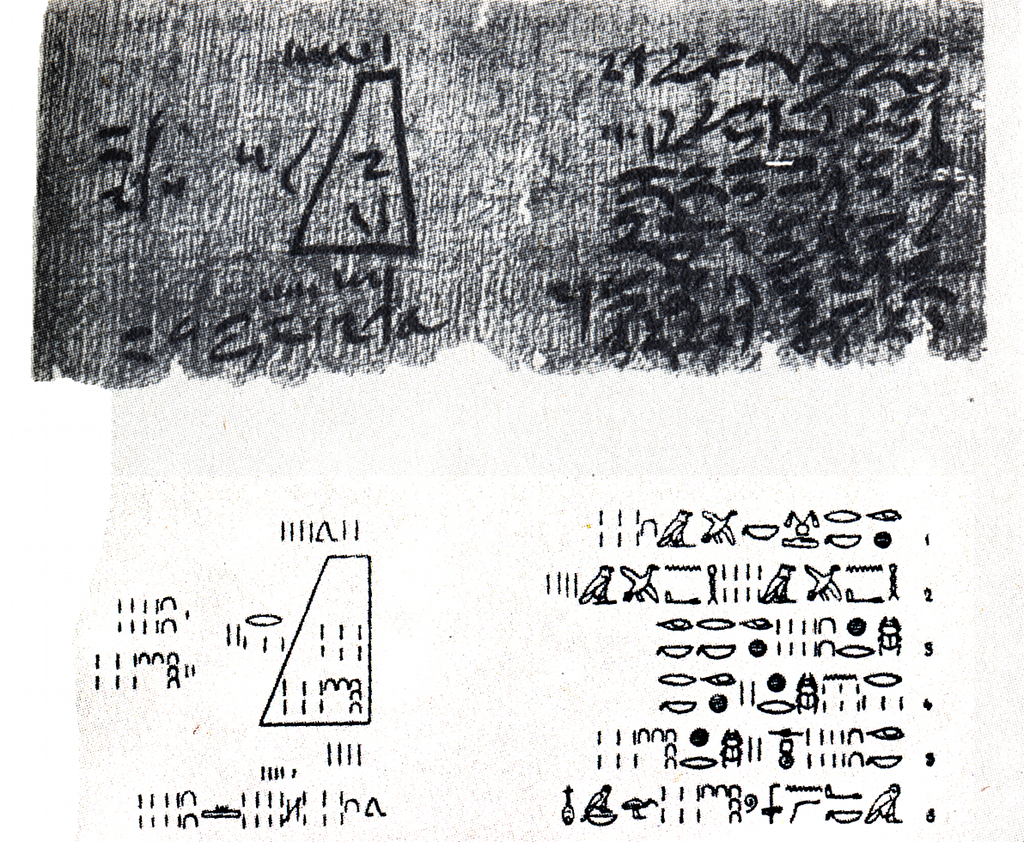
Papyrus mathématique de Moscou

La plupart des objets de cette collection sont exposés depuis l'ouverture du musée en 1912 et proviennent de la collection de Vladimir Golenichtchev (1856-1947), riche de 8 000 pièces, rachetée par le musée en 1909.

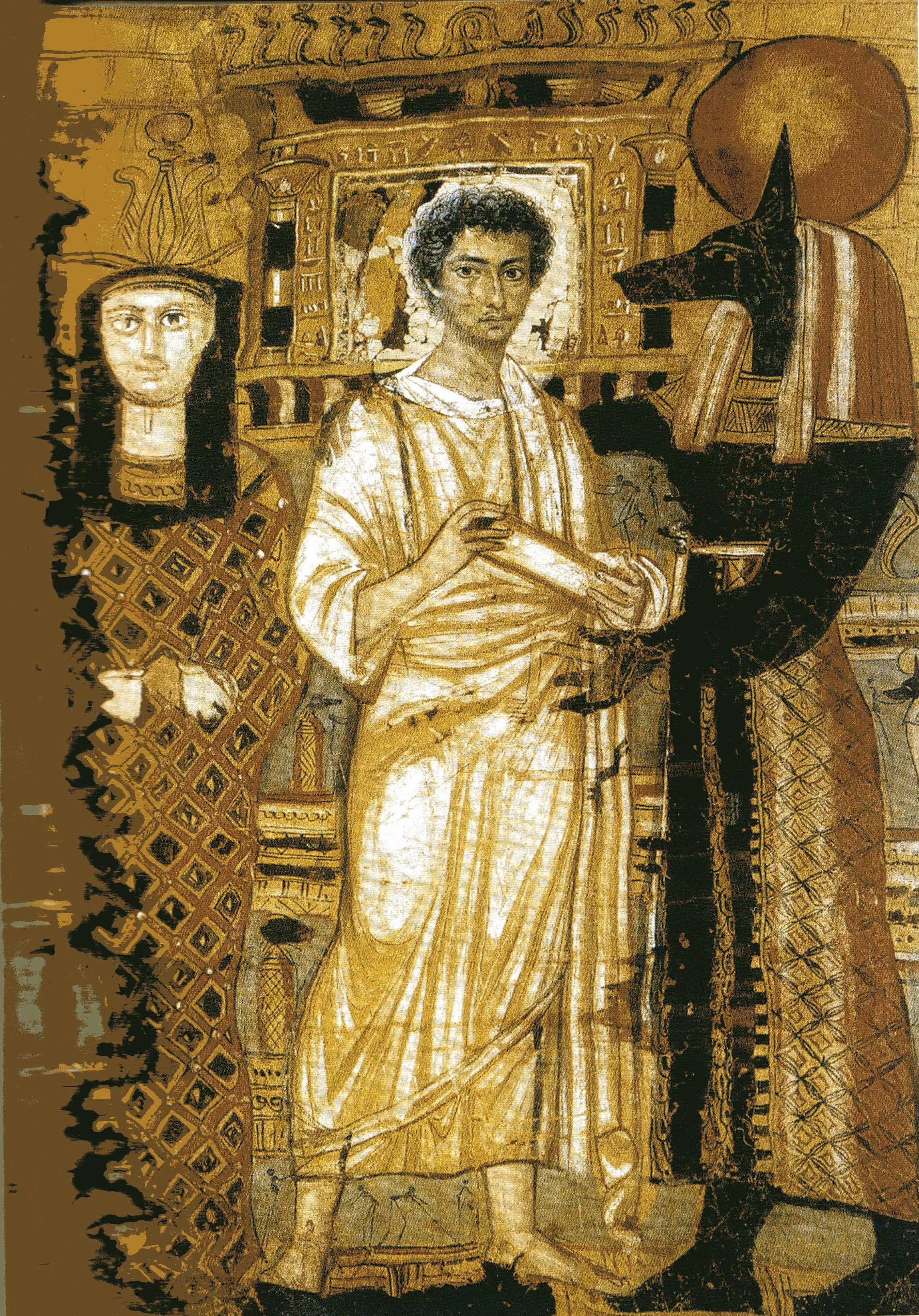
Portrait du Fayoum, avec des dieux égyptiens.

En 1913, le musée a racheté une seconde collection comportant notamment une scène de deuil et intitulée « Les pleureuses ». Youry Netchaïev-Maltsov (1834-1913) a légué au musée quelques chefs-d’œuvre : des portraits du Fayoum, un diadème en or et une statue en bronze d'Harpocrate. Après la révolution d'Octobre, la collection d'égyptologie s'est enrichie par la réquisition des collections de petits musées provinciaux, tandis que plusieurs archéologues travaillant comme experts pour le musée : Boris Farmakovsky (1870-1928), Tamara Borozdina-Kozmina (1883-1958) et Alexandre Jivago (1860-1940), lui léguaient leurs collections personnelles. Autre apport important : le legs du peintre et historien de l'art Nicolas Prakhov (1940) de 217 pièces ayant appartenu à son père, le célèbre historien de l'art, philologue, archéologue et critique russe Adrien Prakhov (1846-1916).

### Trésor de Priam

Trésor de Priam
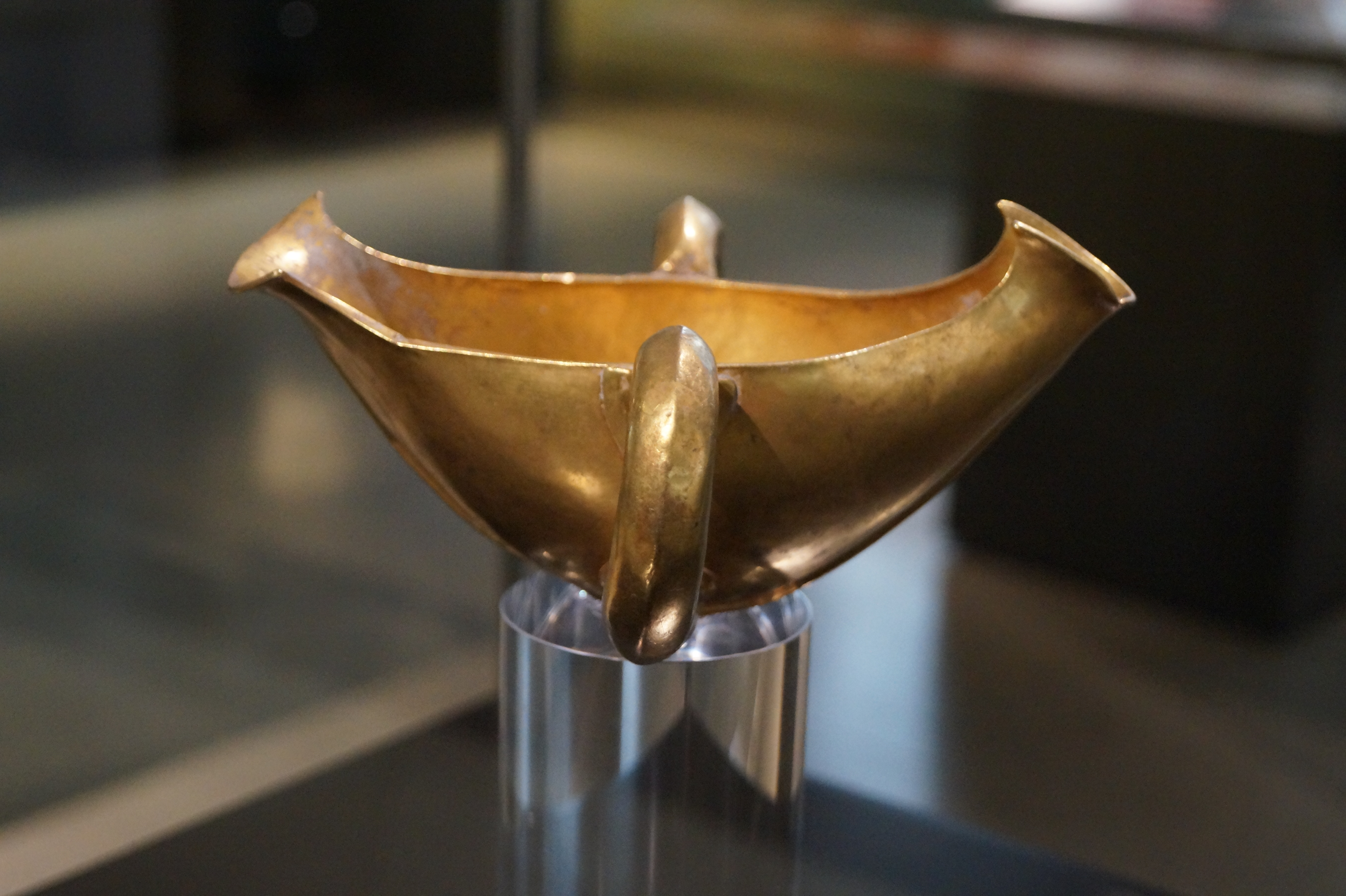
Saucière en or du Trésor de Priam
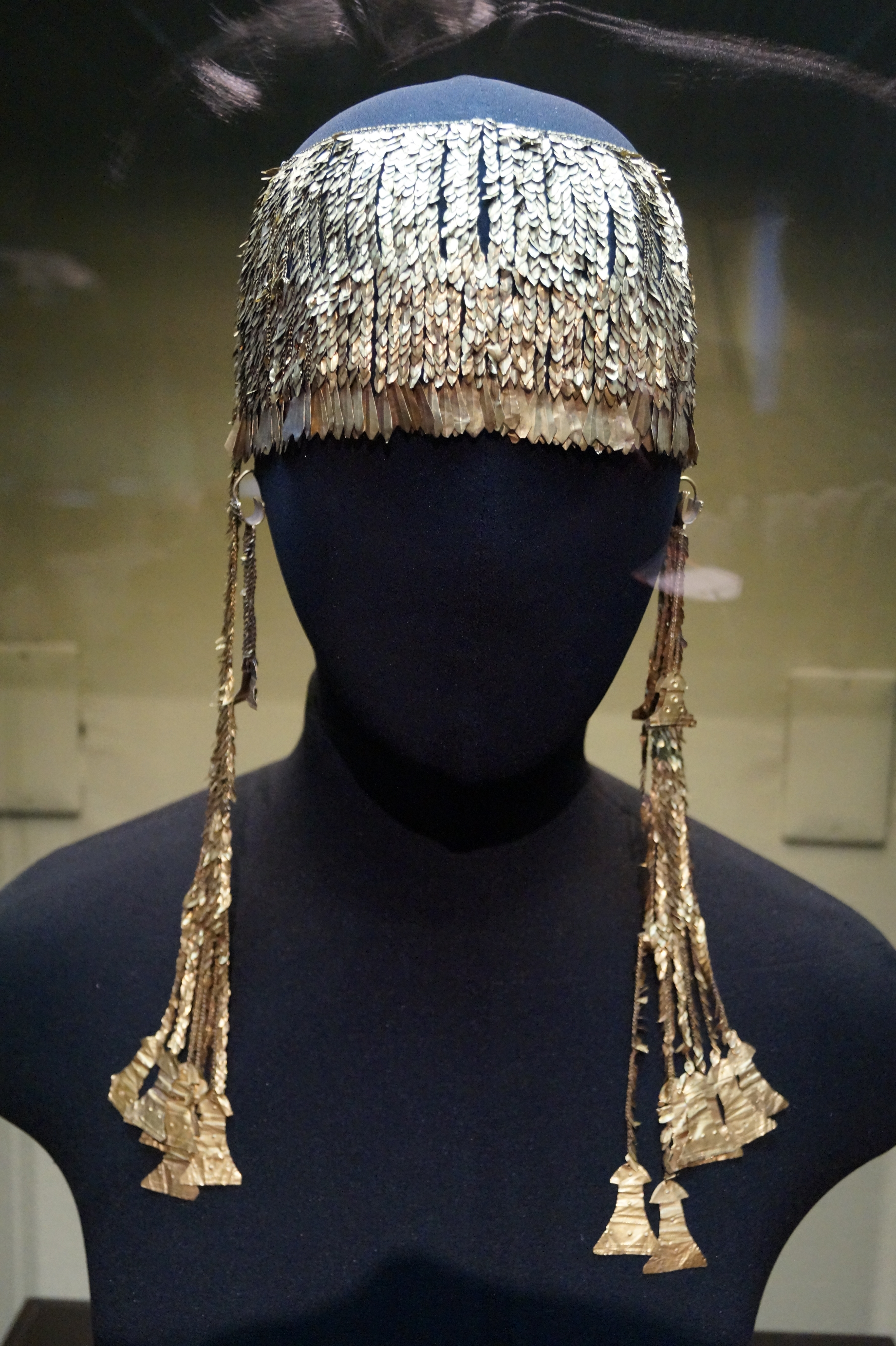
Diadème en or du Trésor de Priam
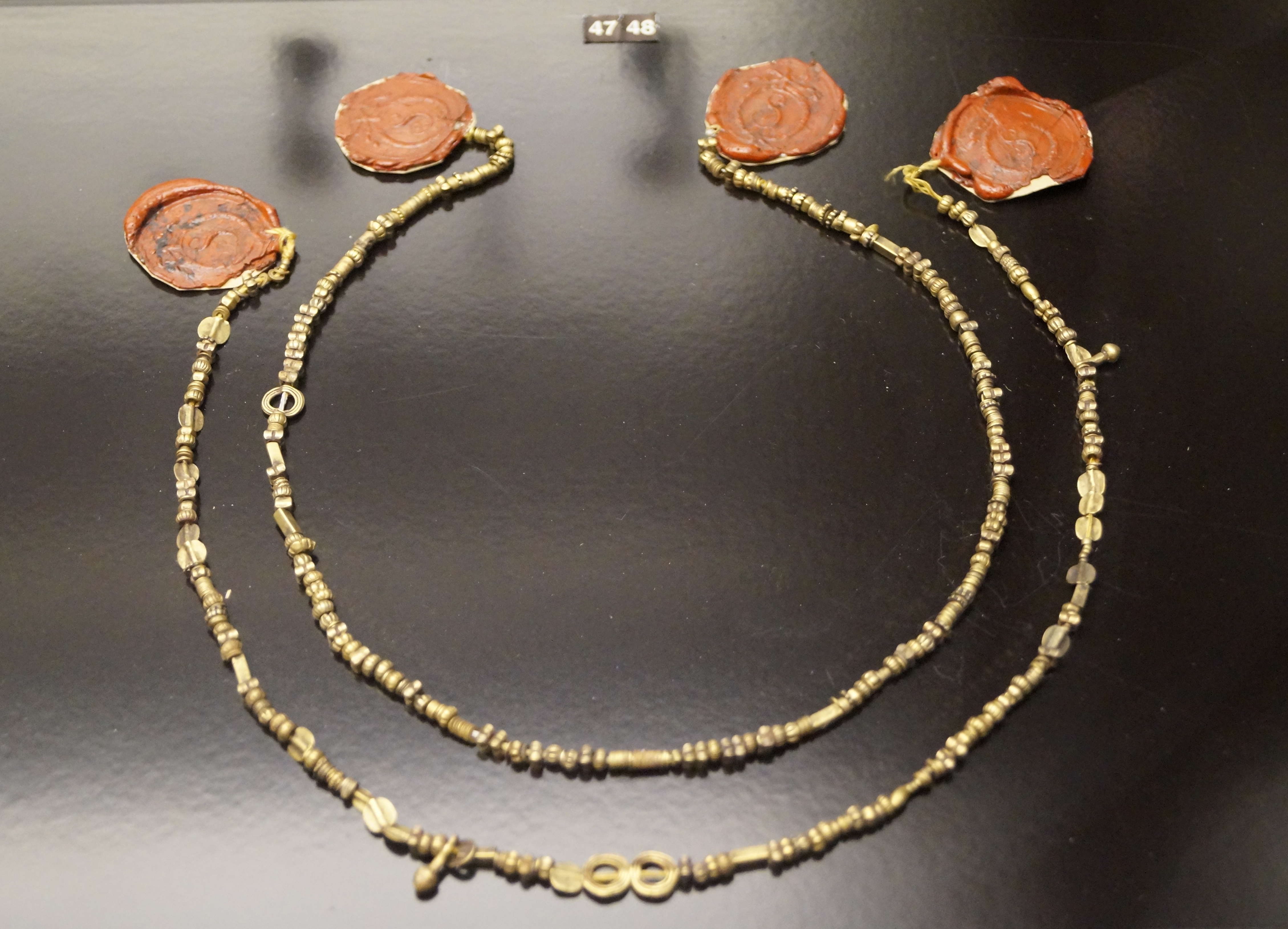
Colliers du  Trésor de Priam

### Peinture italienne
Giambattista Pittoni (La Mort de Sophonisbe) ; Segna di Bonaventura (Crucifixion ; Vierge à l'Enfant) ; Lippo Memmi, Bernardo Daddi ; Sano di Pietro ; Neri di Bicci ; Sassetta (Saint Laurent ; Saint Étienne) ; Bartolomeo Vivarini ; Botticelli (Annonciation) ; Cima da Conegliano ; Le Pérugin (Vierge à l'Enfant) ; Marco d'Oggiono ; Cesare da Sesto ; Giovanni Antonio Boltraffio ; Bernardino Luini ; Pâris Bordone (Vierge à l'Enfant avec des saints) ; Sebastiano del Piombo (Portrait du cardinal Pallavicini) ; Véronèse (Minerve ; Le Repos de la Sainte Famille) ; Lorenzo Lotto (Vierge à l'Enfant) ; Dosso Dossi ; Giulio Romano (Fornarina) ; Parmigianino (Le Mariage mystique de sainte Catherine) ; Bronzino (La Sainte Famille ; Côme de Médicis) ; Guido Reni ; Le Guerchin (Saint Sébastien) ; Pietro da Cortona ; Carlo Maratti ; Carlo Dolci ; Domenico Fetti (David avec la tête de Goliath) ; Bernardo Strozzi (La Vieille coquette ; La Multiplication des pains ; L'Astronome et l'élève) ; Salvator Rosa ; Luca Giordano ; Bernardo Cavallino ; Giuseppe Maria Crespi ; Alessandro Magnasco ; Giovanni Battista Tiepolo (Vierge à l'Enfant avec des saints ; Deux saints ; La Mort de Didon) ; Giovanni Domenico Tiepolo ; Sebastiano Ricci ; Bernardo Bellotto (dit Canaletto) ; Francesco Guardi.

École italienne
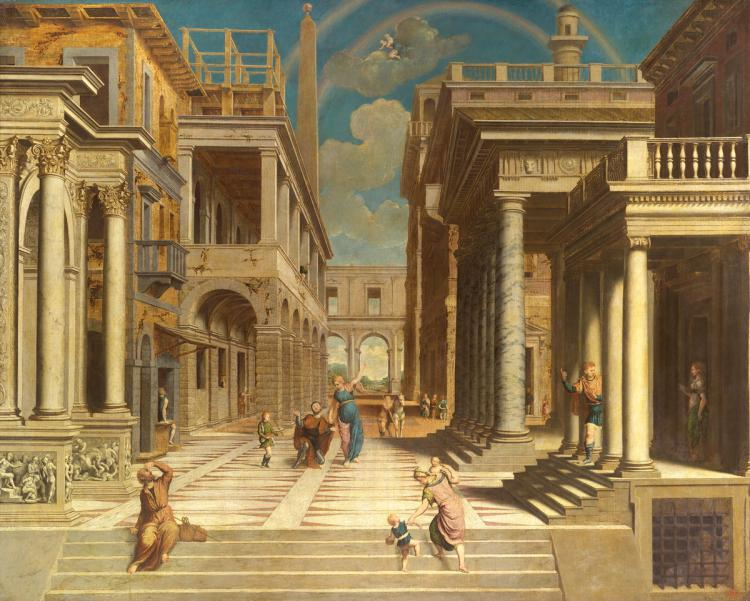
Paris Bordone, Apparition de la Sibylle à l'empereur Auguste (1550)
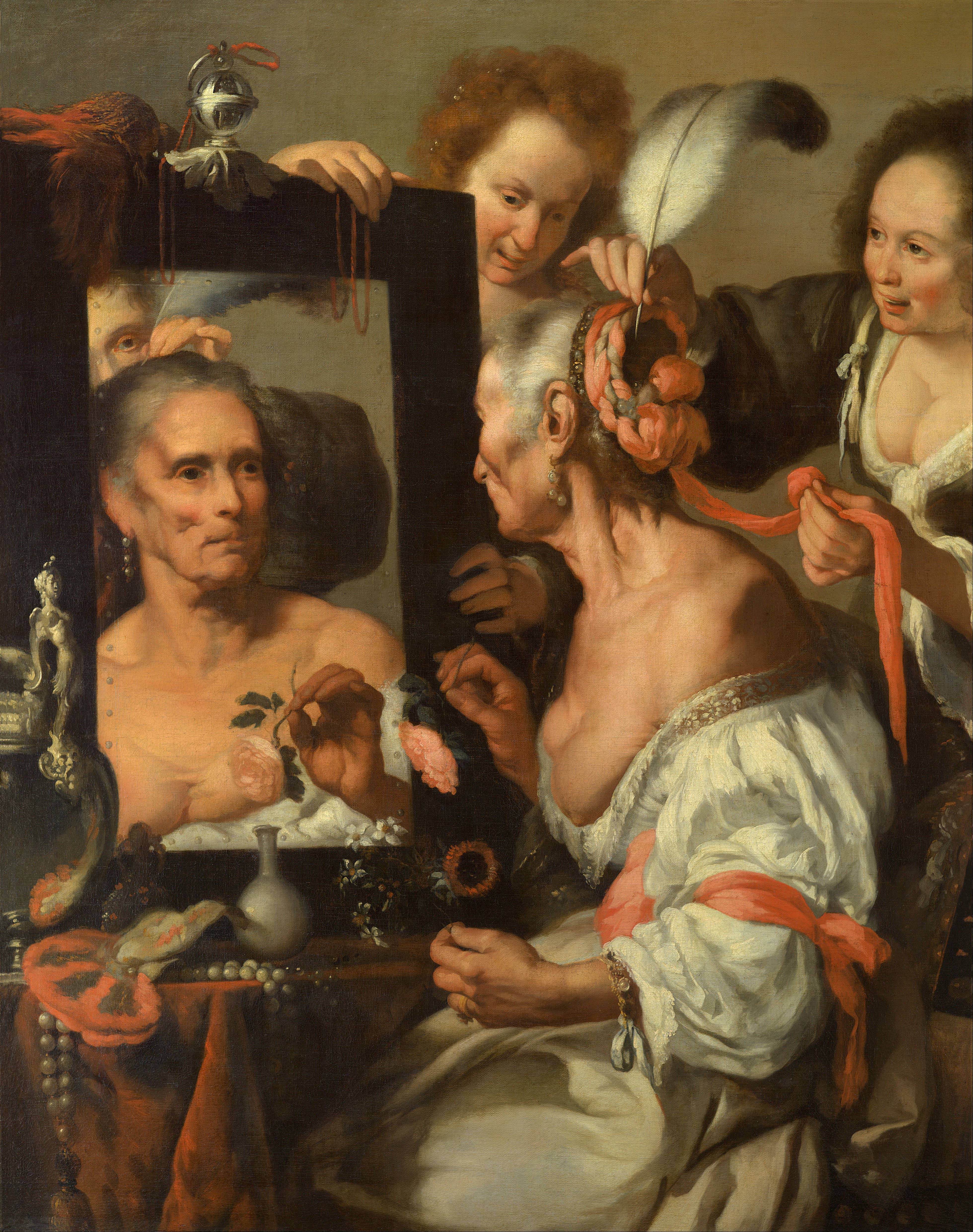
Bernardo Strozzi, La Vieille Coquette, (1637)
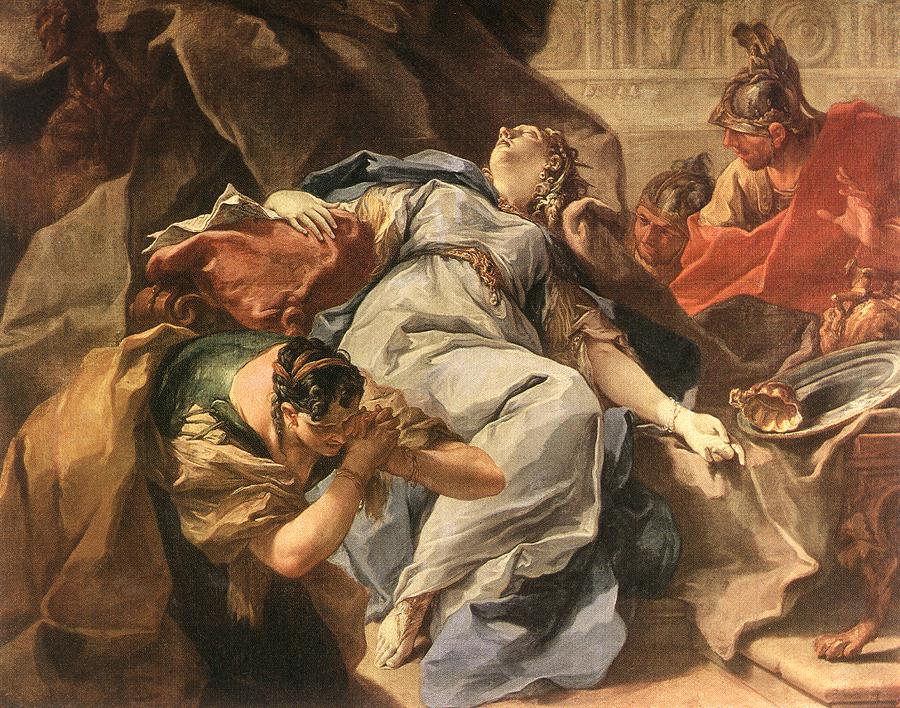
Giambattista Pittoni, La Mort de Sophonisbe (1716)
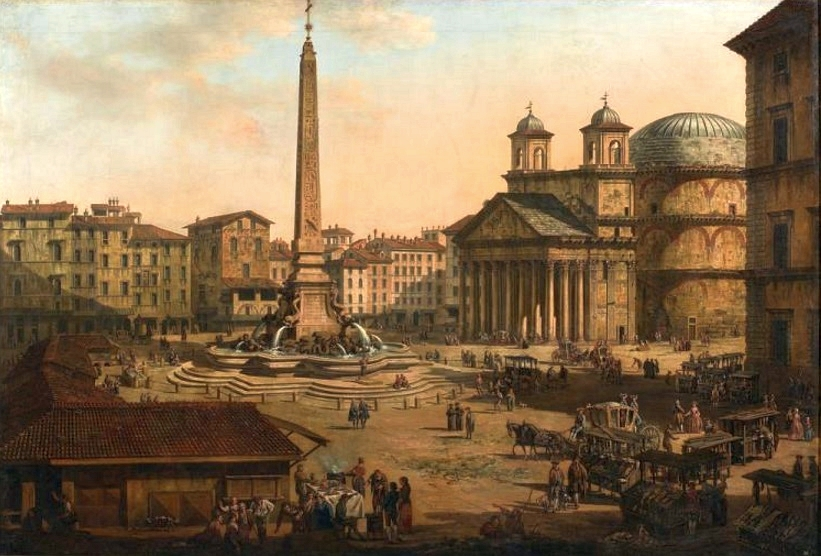
Bernardo Bellotto, Piazza della Rotonda et Panthéon (1739)

### Peinture allemande

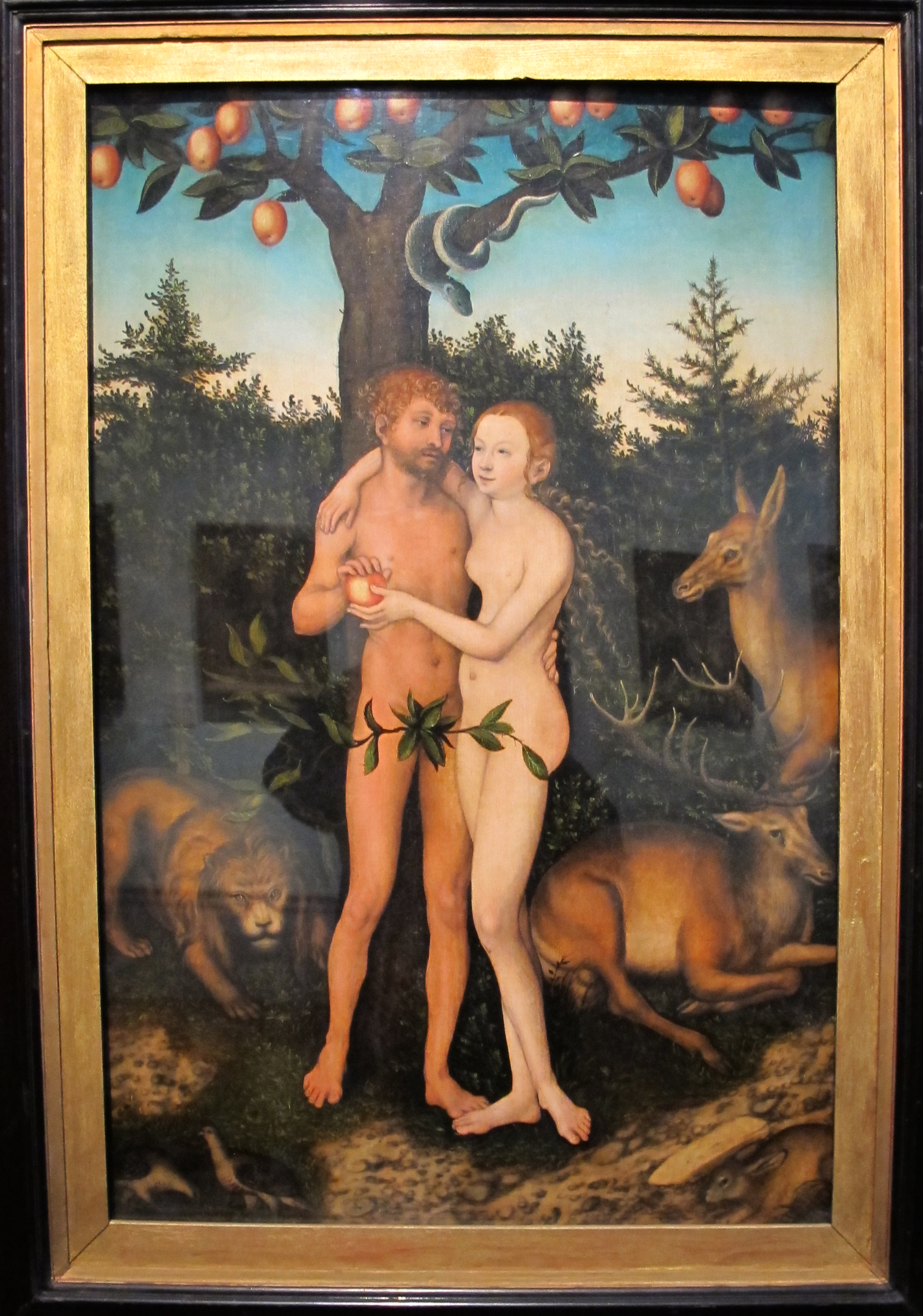
Lucas Cranach l'Ancien, La Chute de l'homme (1527)

Maître du château de Liechtenstein ; Johann Koerbecke ; Maître de Meßkirch ; Hans Süß von Kulmbach ; Monogrammé AB ; Lucas Cranach l'Ancien ; Adam Elsheimer (Tobie et l'Ange) ; Hans Rottenhammer ; Anton Raphael Mengs ; Angelica Kauffmann ; Jacob Philipp Hackert ; Anton Graff ; Caspar David Friedrich ; Arnold Böcklin (Le Printemps) ; Adolph Menzel (Au Jardin du Luxembourg) ; Max Liebermann.

### École espagnole
Ribera (L'Apôtre saint Jacques le Majeur ; Saint Antoine le Grand) ; Murillo (La Petite vendeuse de fruits) ; Zurbaran (L'Enfant Jésus ; Vierge à l'Enfant) ; Antonio de Pereda.

École espagnole
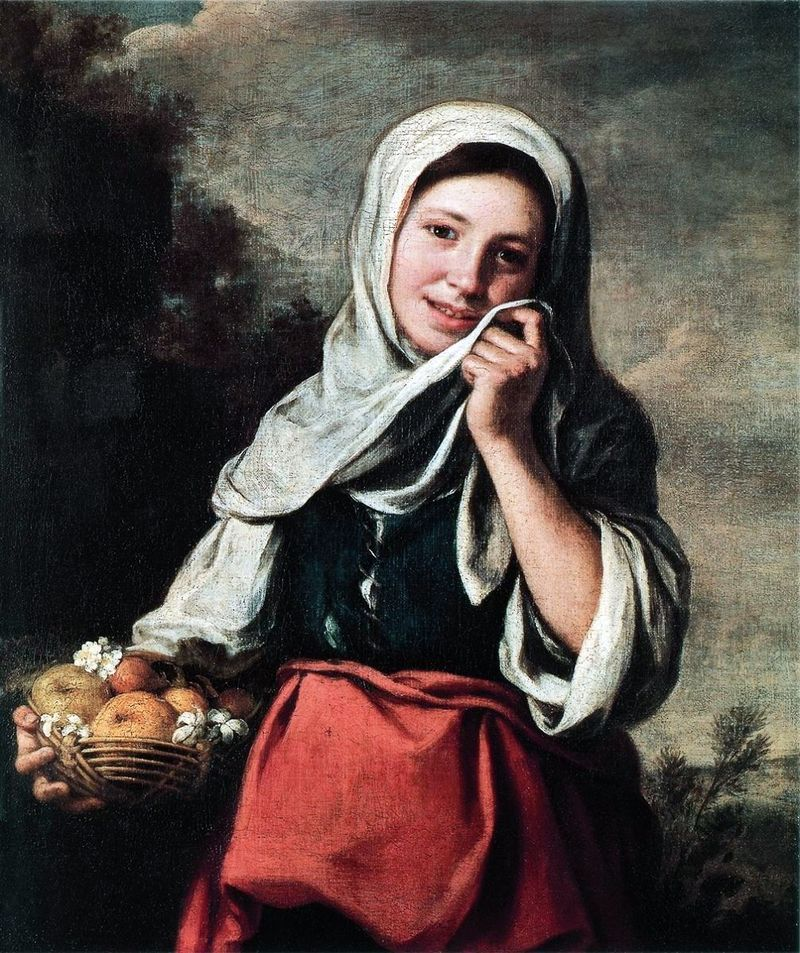
Murillo, La Petite vendeuse de fruits (1655-1660)
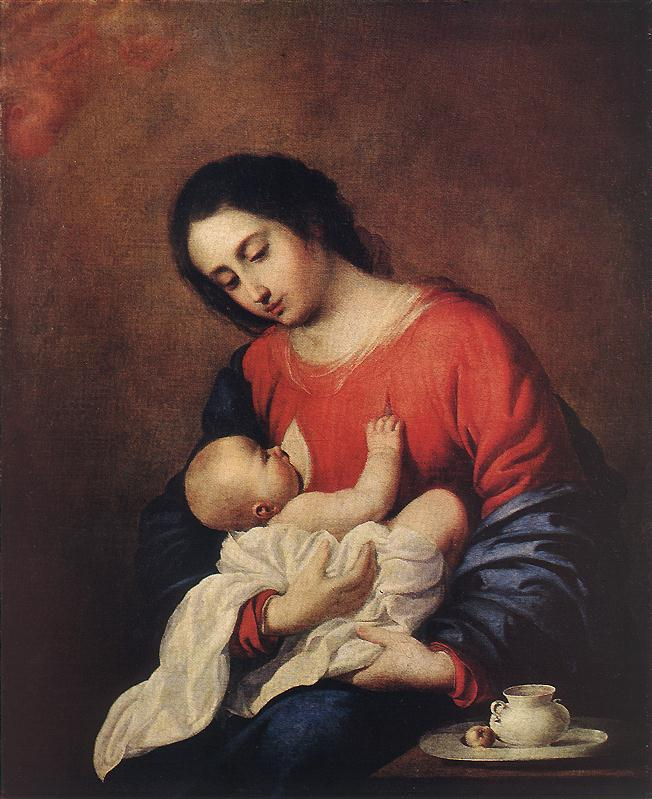
Zurbarán, Vierge à l'Enfant (1658)
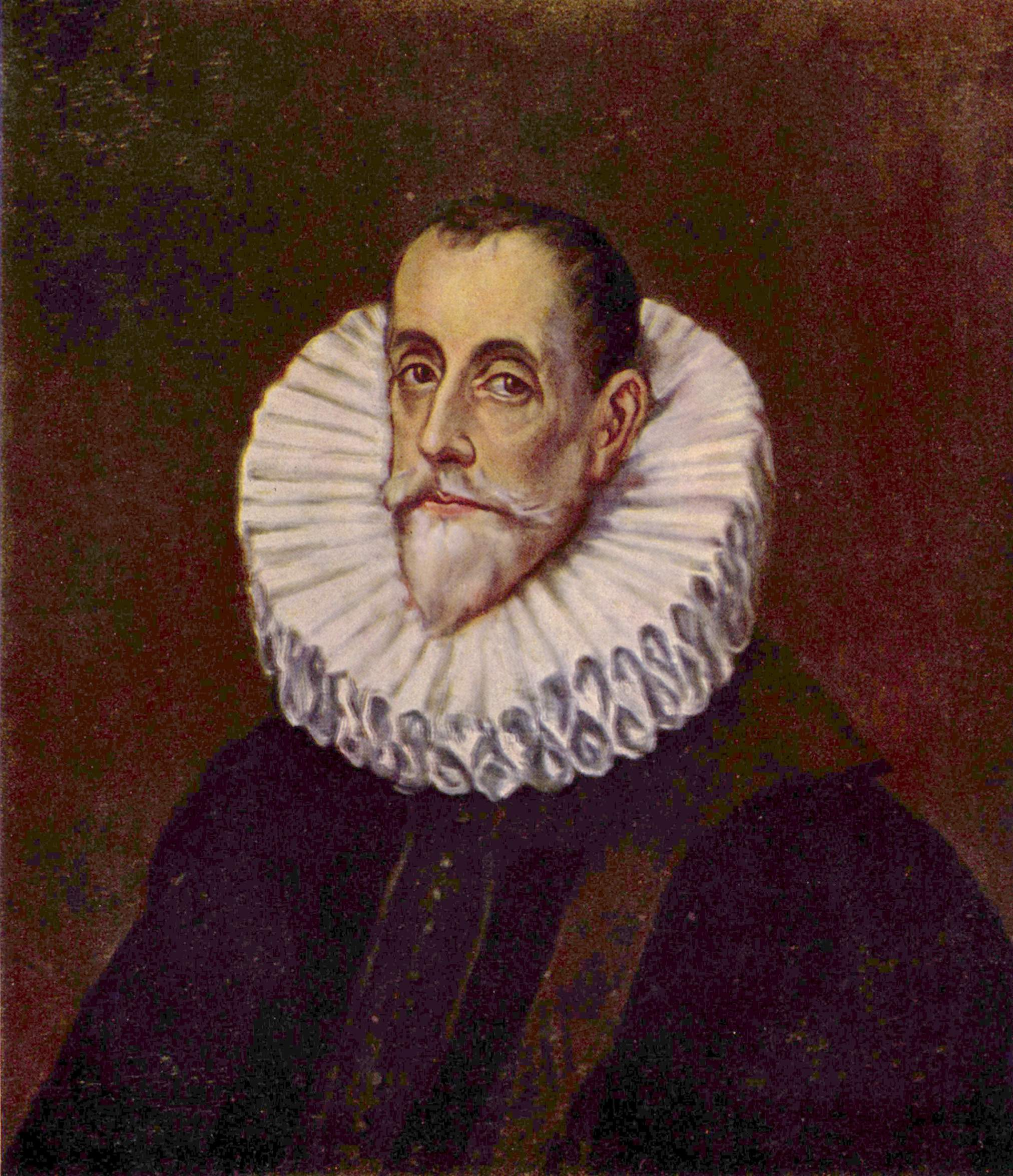
El Greco , Portrait de Rodrigo Vázquez (1600-1610)

### Maîtres des Anciens Pays-Bas
Cornelis Engelbrechtsen ; Jacob van Oostsanen ; Jan Mostaert ; Michel Sittow (Le Portement de Croix) ; Herri met de Bles ; Adriaen Isenbrant ; Joos van Cleve ; Anthonis Mor ; Adrian Key ; Joachim Bueckelaer (Au marché) ; Jan Gossaert (Portrait d'homme).

### École hollandaise duXVIIesiècle
Dirck Hals ; Pieter Codde ; Hendrick Avercamp ; Jan van Goyen ; Salomon van Ruysdael ; Jacob van Ruisdael (Vue du village d'Egmond) ; Kessel ; Berchem, Jan Both ; Jan Weenix ; Simon de Vlieger ; Paulus Potter, Albert Cuyp ; Jan Steen ; Adriaen van Ostade ; Gabriel Metsu ; Gerard ter Borch ; Pieter de Hooch ; Emanuel de Witte (Marché au port ; Intérieur d'église) ; Pieter Claesz ; Willem Claesz Heda ; Abraham van Beijeren ; Willem Kalf ; Rembrandt (Jésus chasse les marchands du Temple ; L'Incrédulité de Thomas ; Vieille femme, Portrait d'Adriaen van Rijn) ; Salomon Koninck ; Aert de Gelder (Loth et ses filles) ; Gerbrand van den Eeckhout ; Carel Fabritius (Héra) ; Nicolas Maes ; Govert Flinck.

### École flamande
Rubens (Bacchanale ; La Béatification de l'infante Isabelle ; Portrait de femme ; La Dernière Cène ; Musius Scaevola) ; Van Dyck (Portrait de Jan van den Wouwer) ; Jacob Jordaens (Le Satyre ; Ulysse et Polyphème ; La Fuite en Égypte) ; Brueghel ; Frans Snyders (Nature morte au cygne) ; Jan Fyt, Daniel Seghers ; Adriaen Brouwer ; David Teniers

Écoles hollandaise et flamande
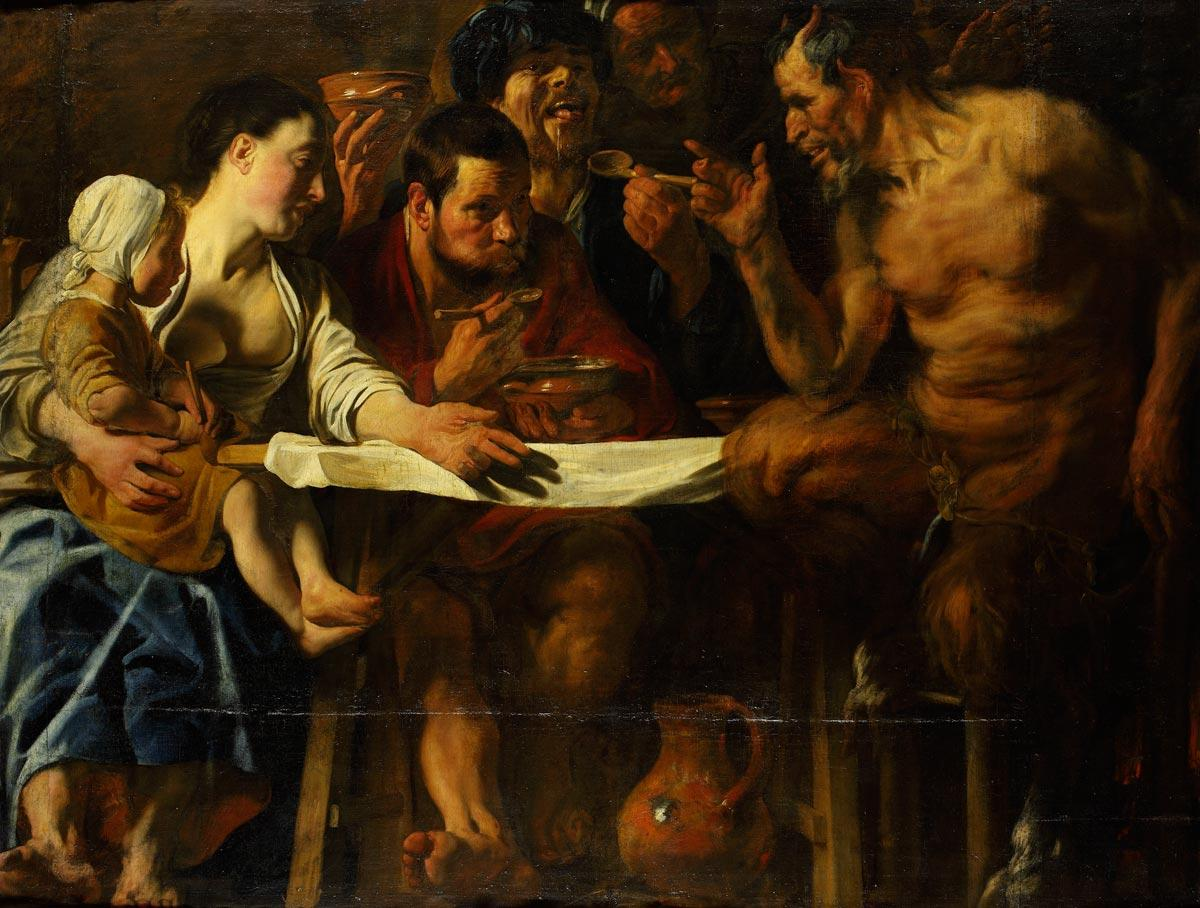
Jacob Jordaens, Le Satyre et les paysans (vers 1620)
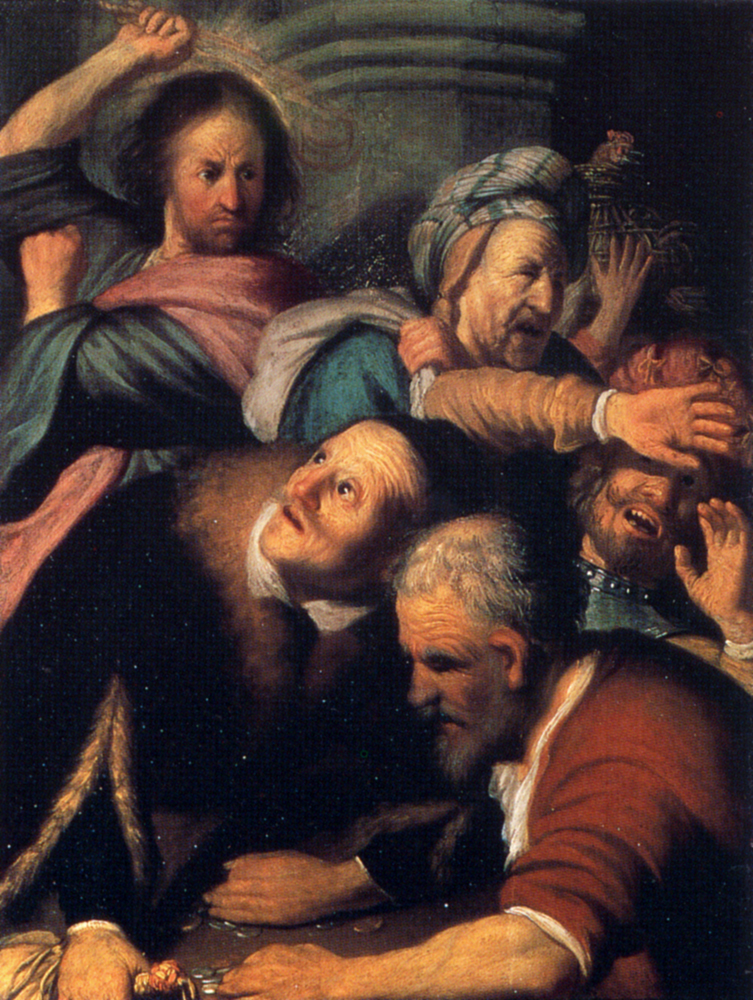
Rembrandt, Jésus chasse les marchands du Temple (1626)
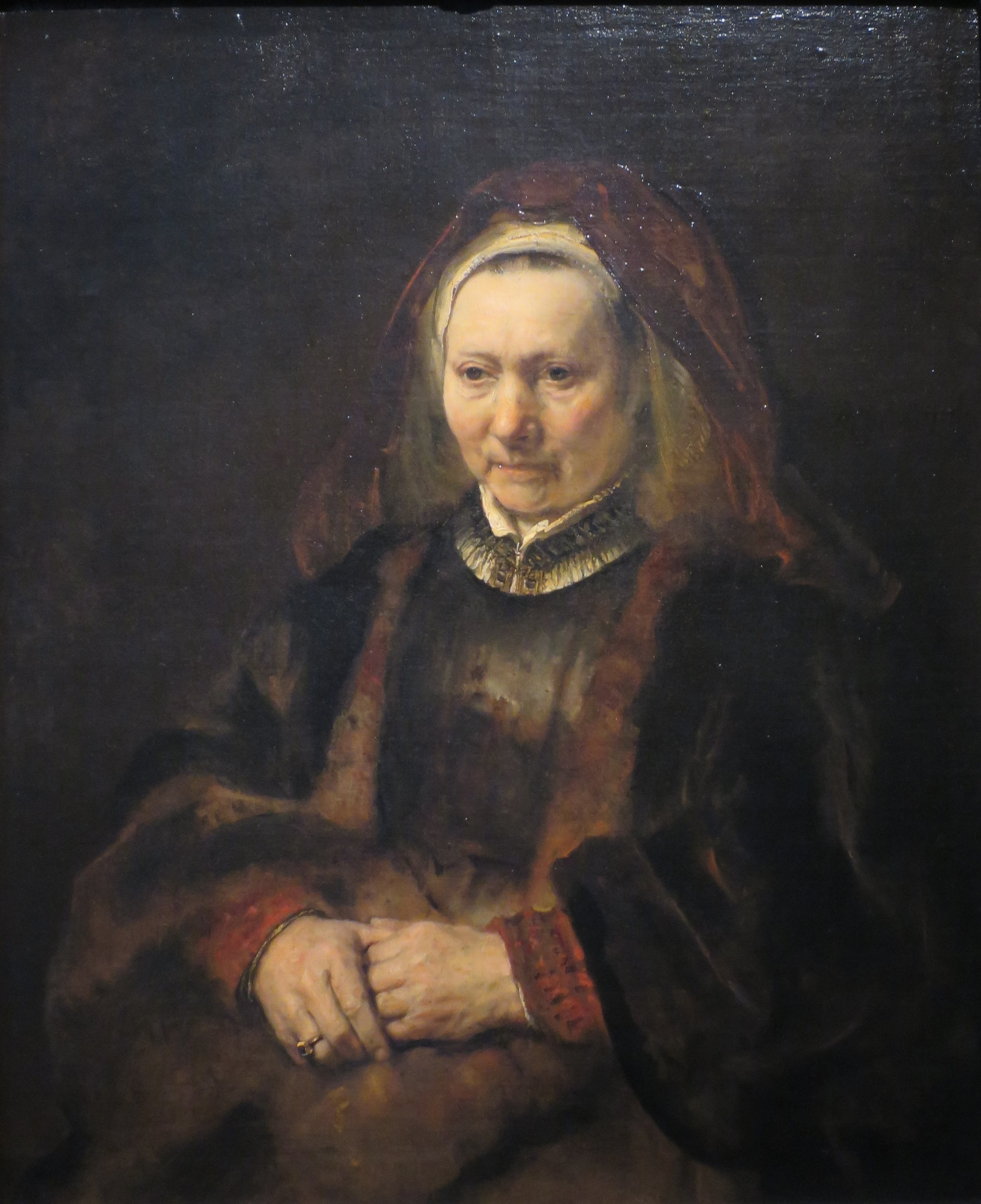
Rembrandt, Vieille femme assise (1653)
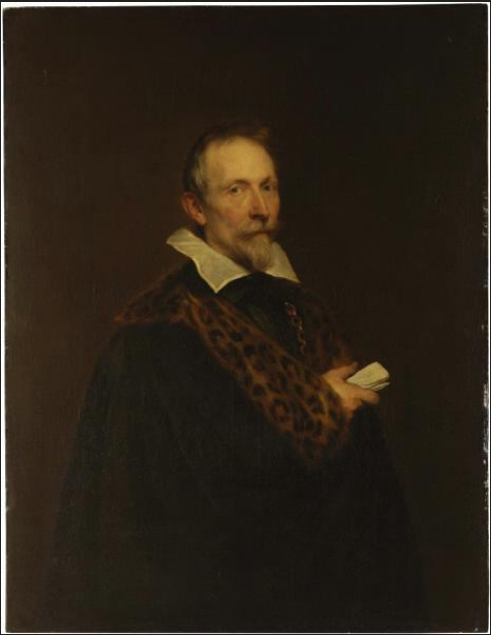
Van Dyck, Portrait de Jan van den Wouwer (1632)

### École française desXVIe–XVIIIesiècles
Corneille de Lyon (Portrait de Claude de France) ;
Simon Vouet ; Valentin de Boulogne ; Nicolas Poussin (Le Combat de Josué contre les Amorites ; Renaud et Armide ; La Continence de Scipion ; Paysage avec Hercule et Cacus) ; Le Lorrain (Paysage avec Apollon et Marsyas ; La Bataille sur le pont ; L'Enlèvement d'Europe) ; Jean-François Millet ; Sébastien Bourdon ; Eustache Le Sueur ; Charles Le Brun ; Pierre Mignard ; Nicolas de Largillierre ; Jean-Antoine Watteau (Le Bivouac) ; Nicolas Lancret (Dame dans un jardin) ; Jean-Baptiste Pater ; François Boucher (Hercule et Omphale ; Jupiter et Callisto ; Paysage avec des ermites) ; Chardin ; Fragonard ; Hubert Robert ; Jacques-Louis David (Andromaque pleurant la mort d'Hector ; Autoportrait, Portrait de Georges Rouget)
- École française des XVIe – XVIIIe siècles

École française des s
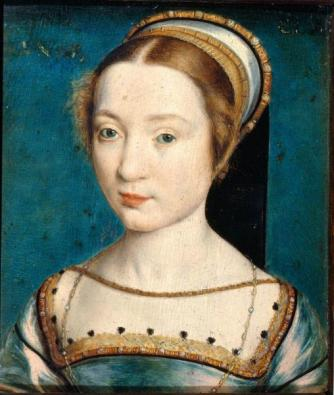
Corneille de Lyon, Portrait de Claude de France (1535)
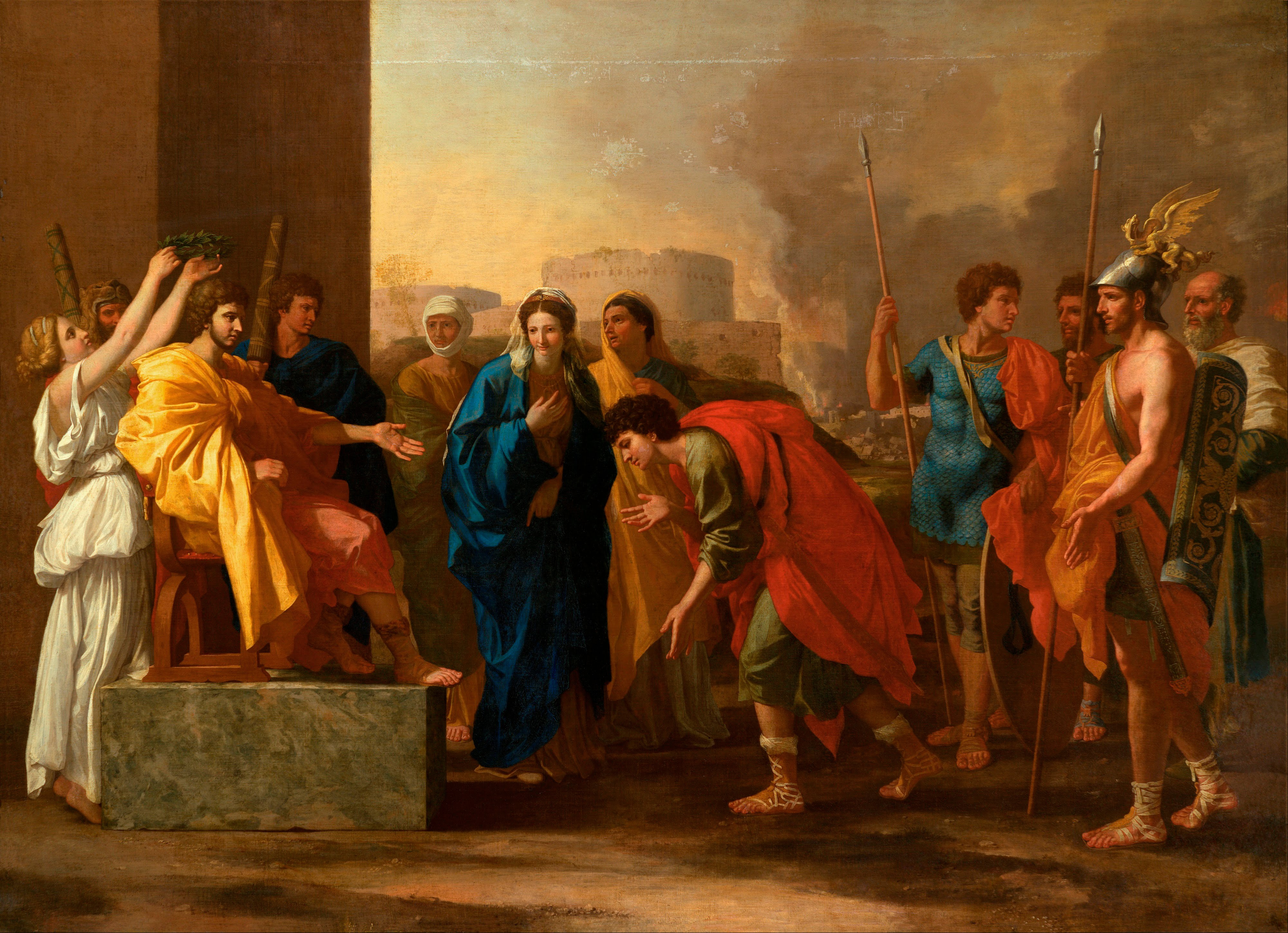
Nicolas Poussin, La continence de Scipion (1640)
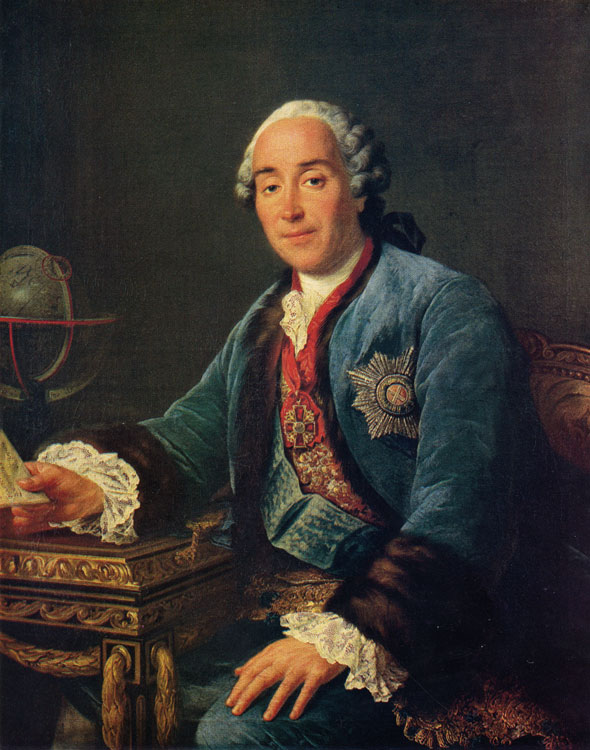
François-Hubert Drouais, Portrait du prince D.M. Golitsyn (1762)
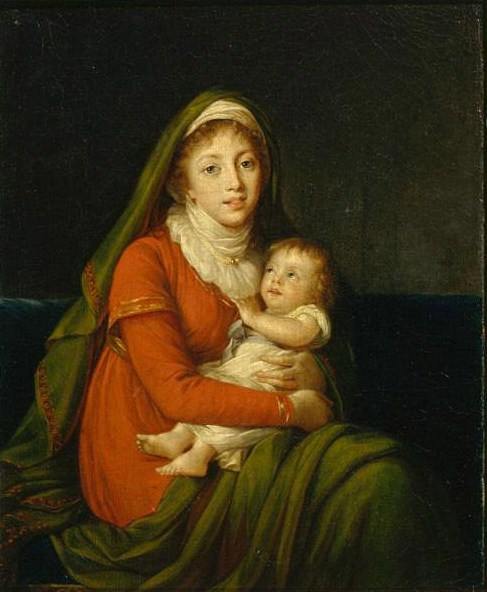
Élisabeth Vigée-Lebrun, Portrait de Sophia Stroganova (1795)

### École française duXIXeet du début duXXesiècle
François Gérard, Prud'hon, Ingres, Eugène Delacroix, Géricault, Eugène Isabey, Théodore Rousseau, Jules Dupré, Daubigny, Corot, Gustave Courbet, Jean-François Millet, Degas (Les Danseuses bleues), Édouard Manet, Claude Monet (Carnaval boulevard des Capucines), Henri de Toulouse-Lautrec, François Marius Granet (Stella, peintre français, dans les prisons de Rome) ; Renoir (Portrait de Jeanne Samary (La Rêverie) ; Au jardin - Sous la tonnelle au moulin de la Galette ; Jeunes filles en noir), Cézanne, Pissarro, Sisley, van Gogh (notamment La Vigne rouge à Montmajour ; Le Portrait du docteur Rey ; La Ronde des prisonniers), Gauguin, Vuillard, Picasso, Dufrénoy (L’Omnibus Bastille-Madeleine, 1906) et Matisse (L'Espagnole au tambourin ; L'Atelier rose ; Les Poissons rouges ; Triptyque marocain), Bastien-Lepage (L'Amour au village), etc.
- École française du XIXe  et du début du  XXe siècle

École française du
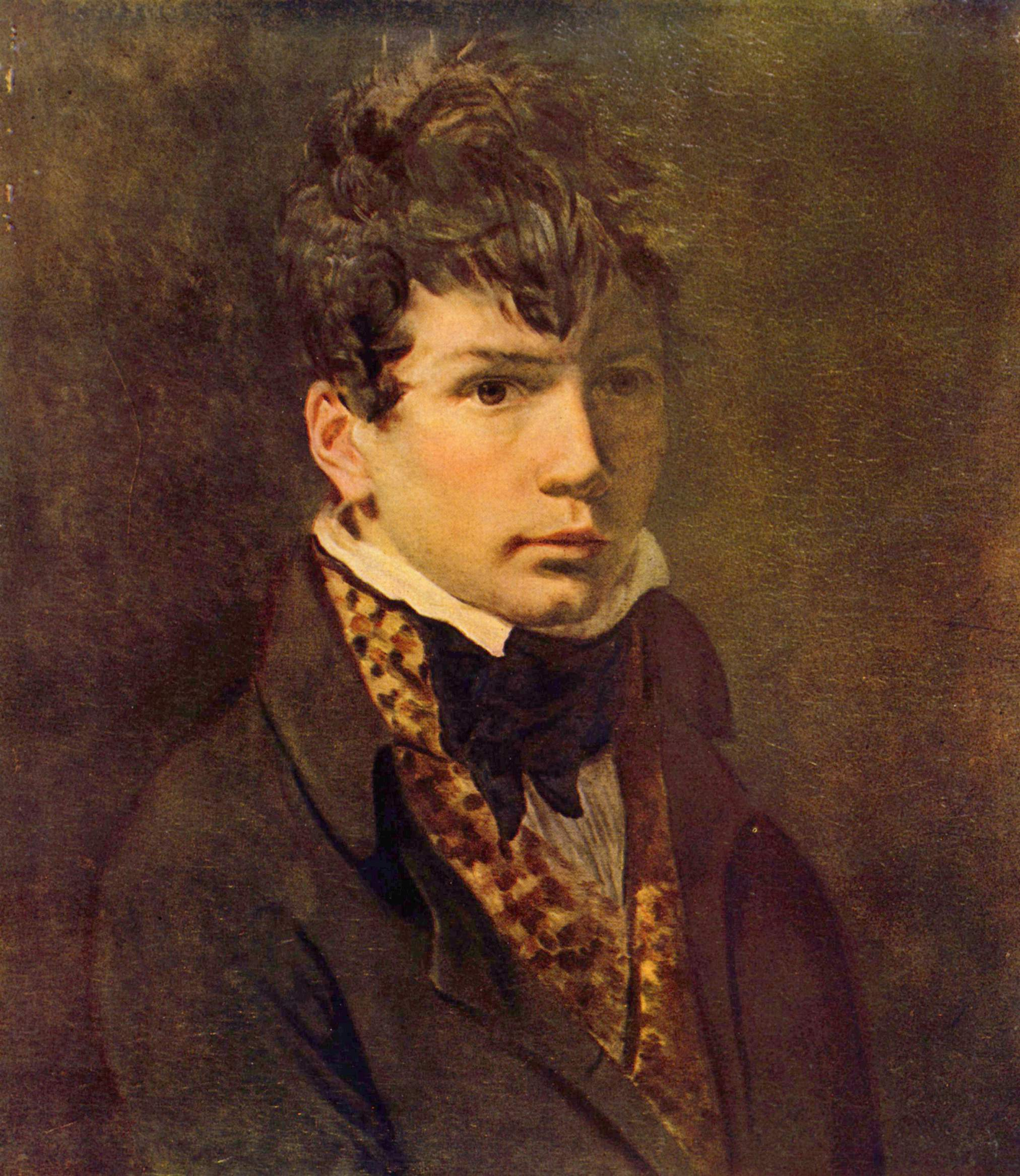
Jacques-Louis David, Portrait de Georges Rouget (1800)
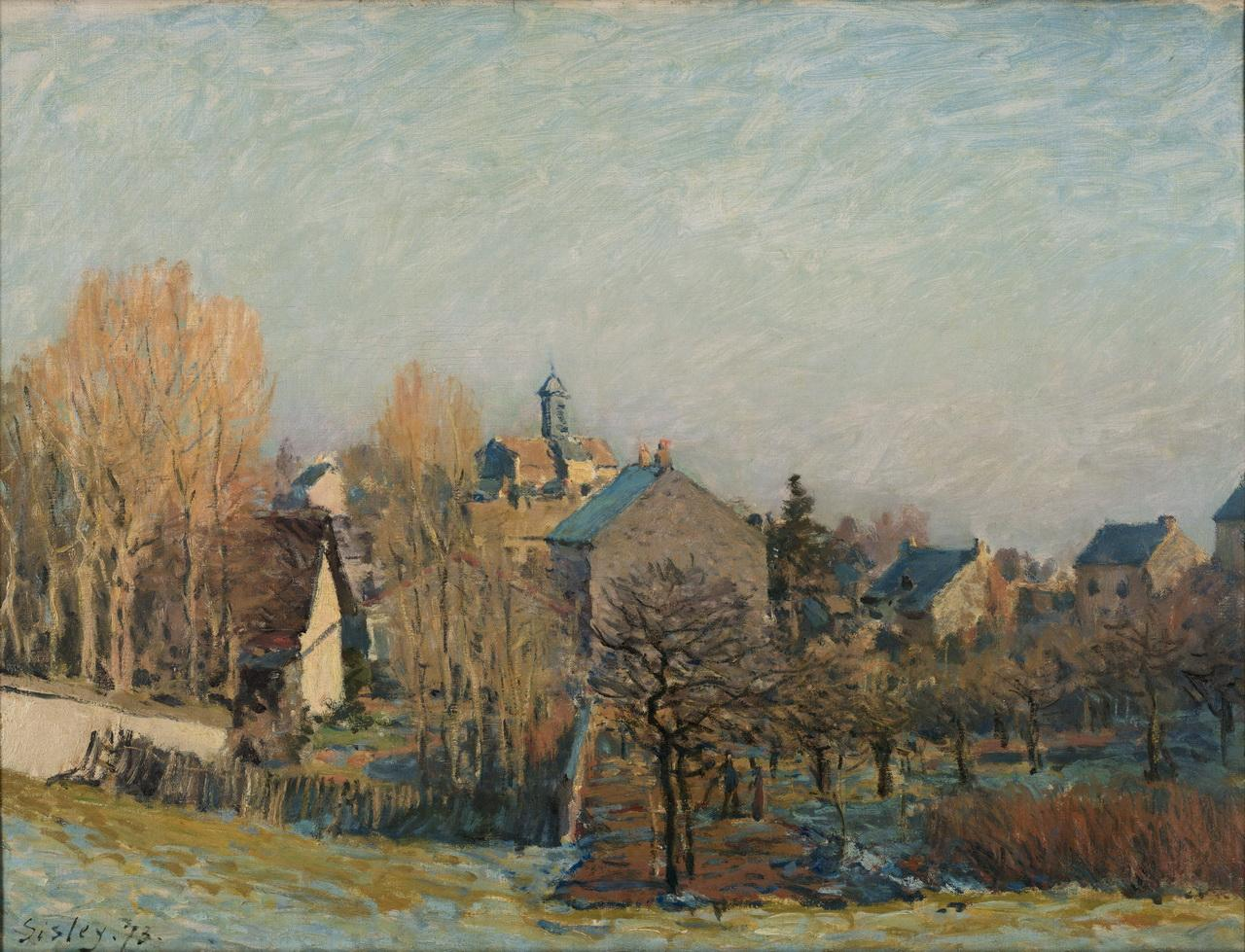
Alfred Sisley : La Gelée à Louveciennes (1873)
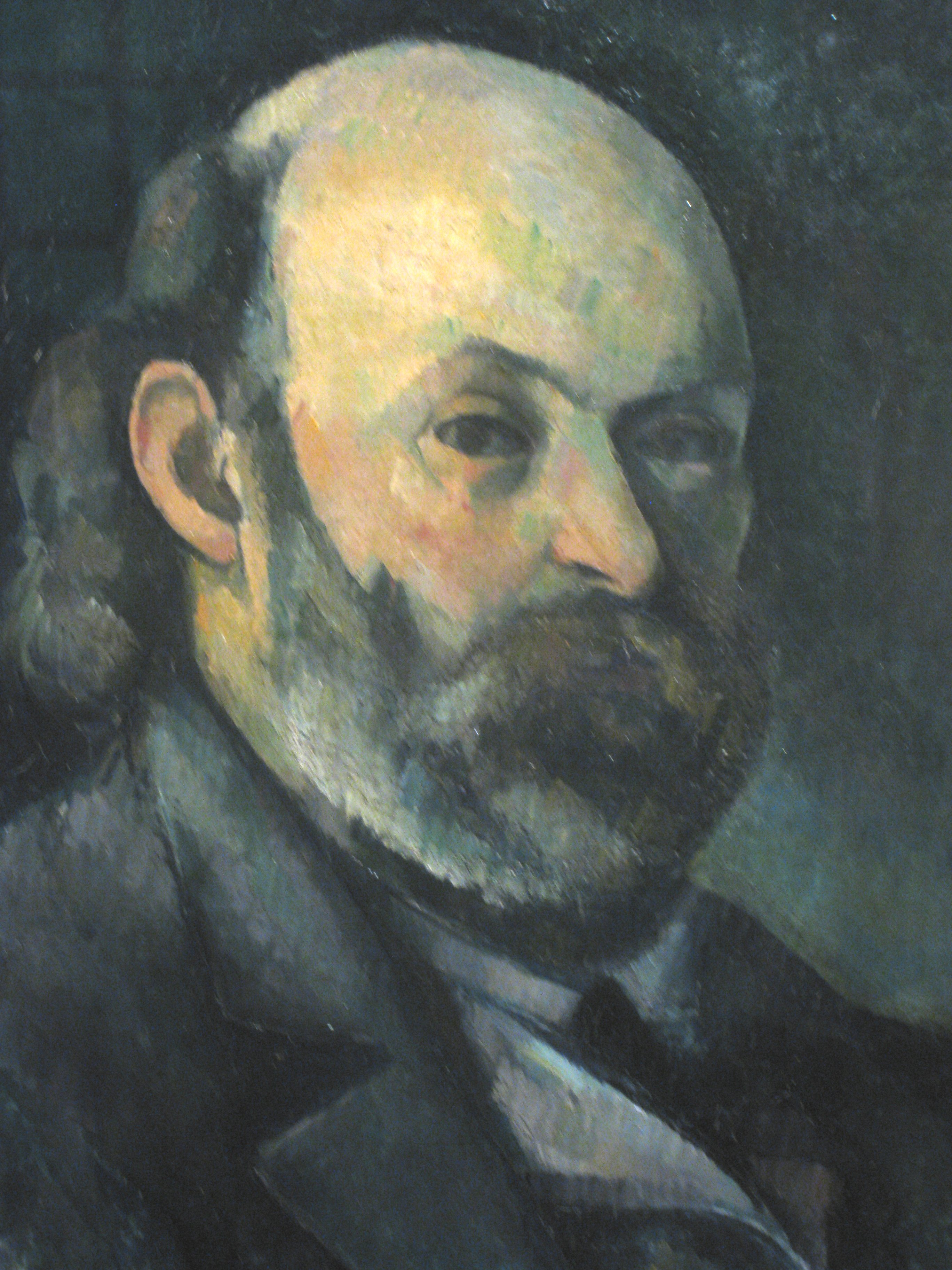
Paul Cézanne, Autoportrait (1885)
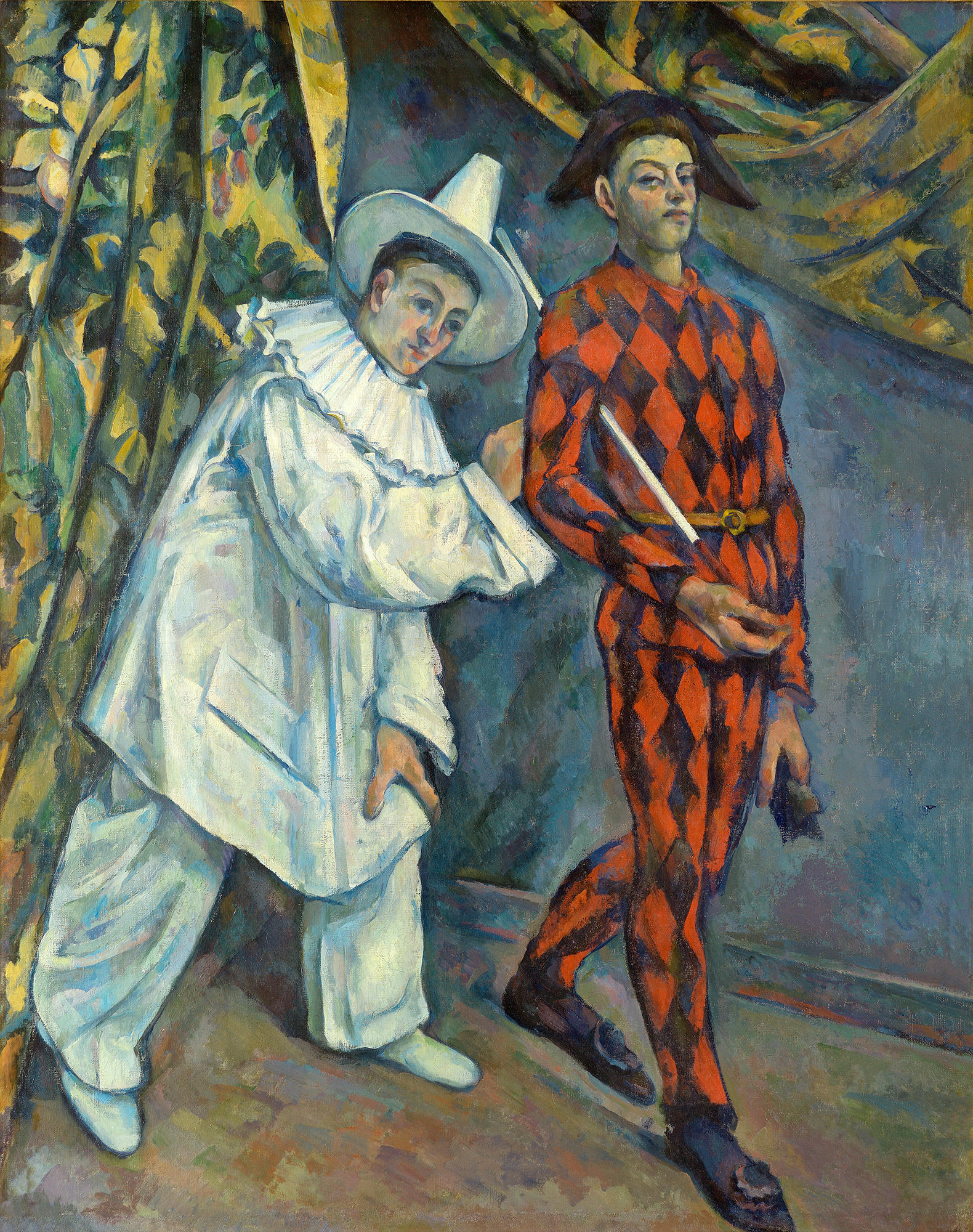
Paul Cézanne, Mardi Gras (1888)
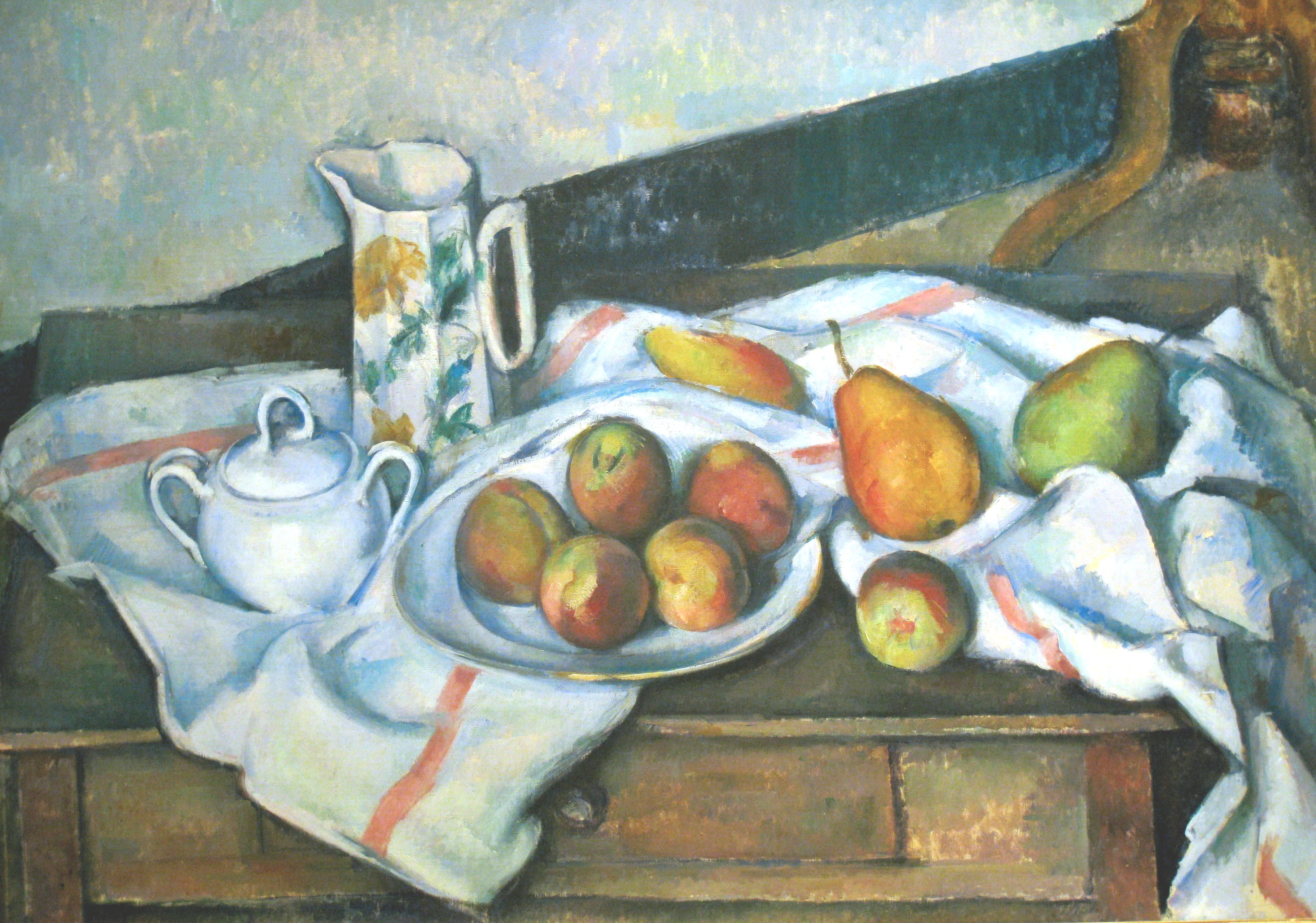
Paul Cézanne : Nature morte aux pêches et aux poires (1888-1890)
Vincent van Gogh, Portrait du docteur Félix Rey (1890)
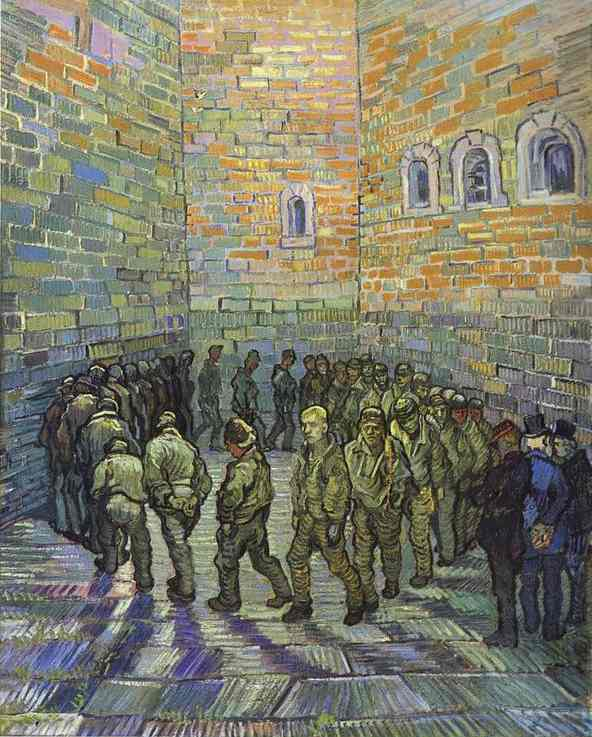
Vincent van Gogh : La Ronde des prisonniers (1890)
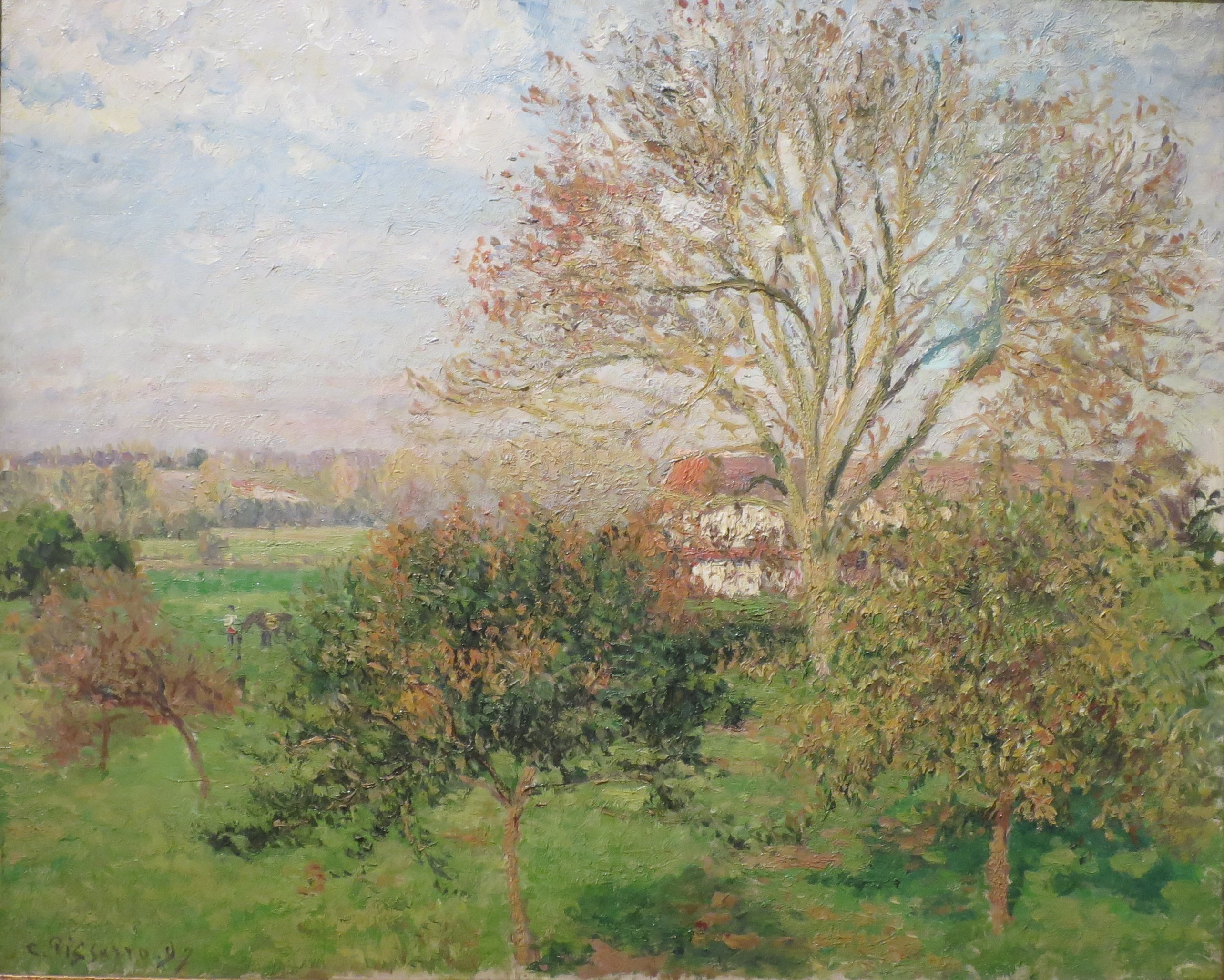
Camille Pissarro, Matin d'automne à Éragny (1897)
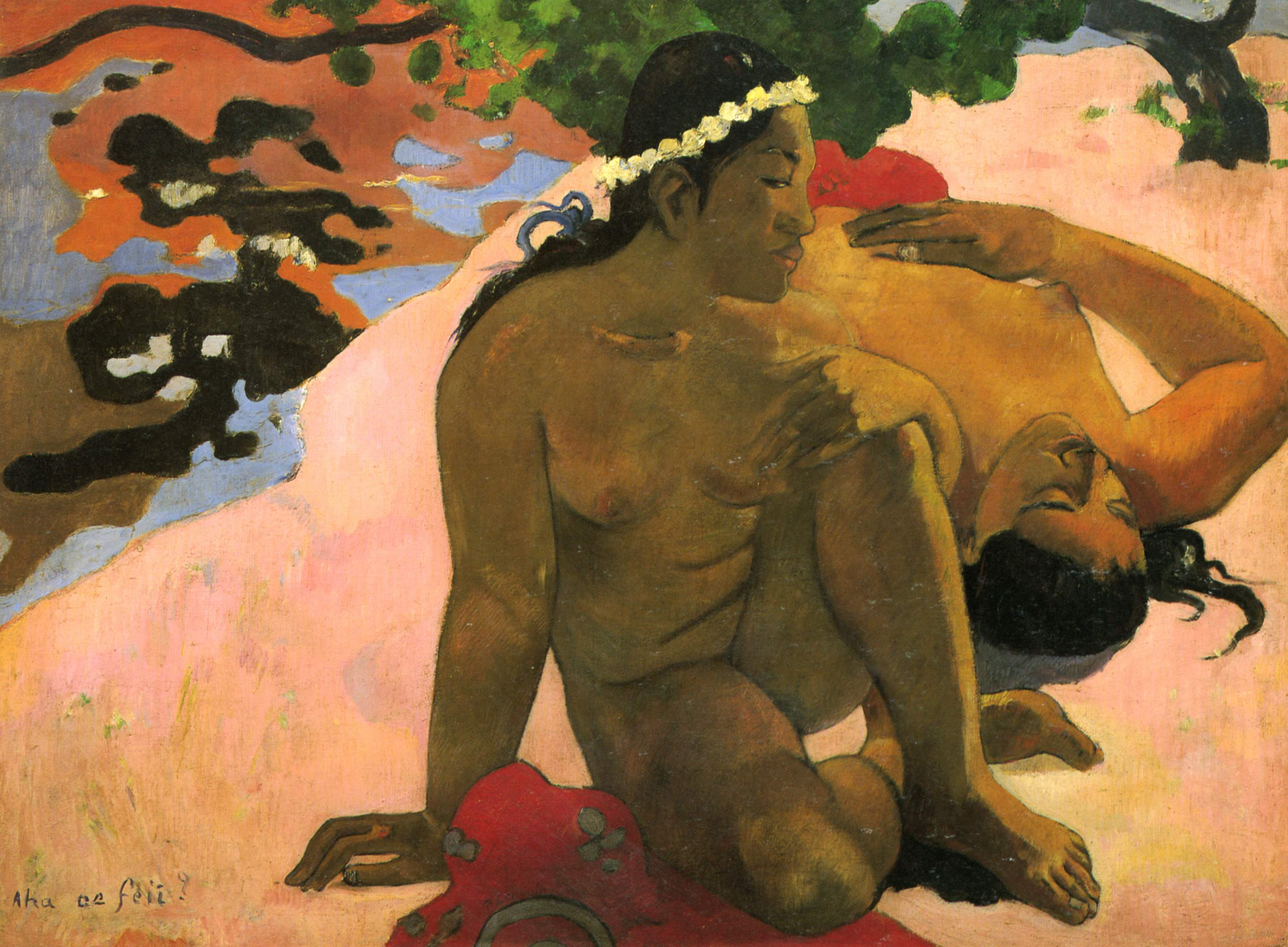
Paul Gauguin : Eh quoi, tu es jalouse ? - Aha oé feii (1892) - ex collection Chtchoukine
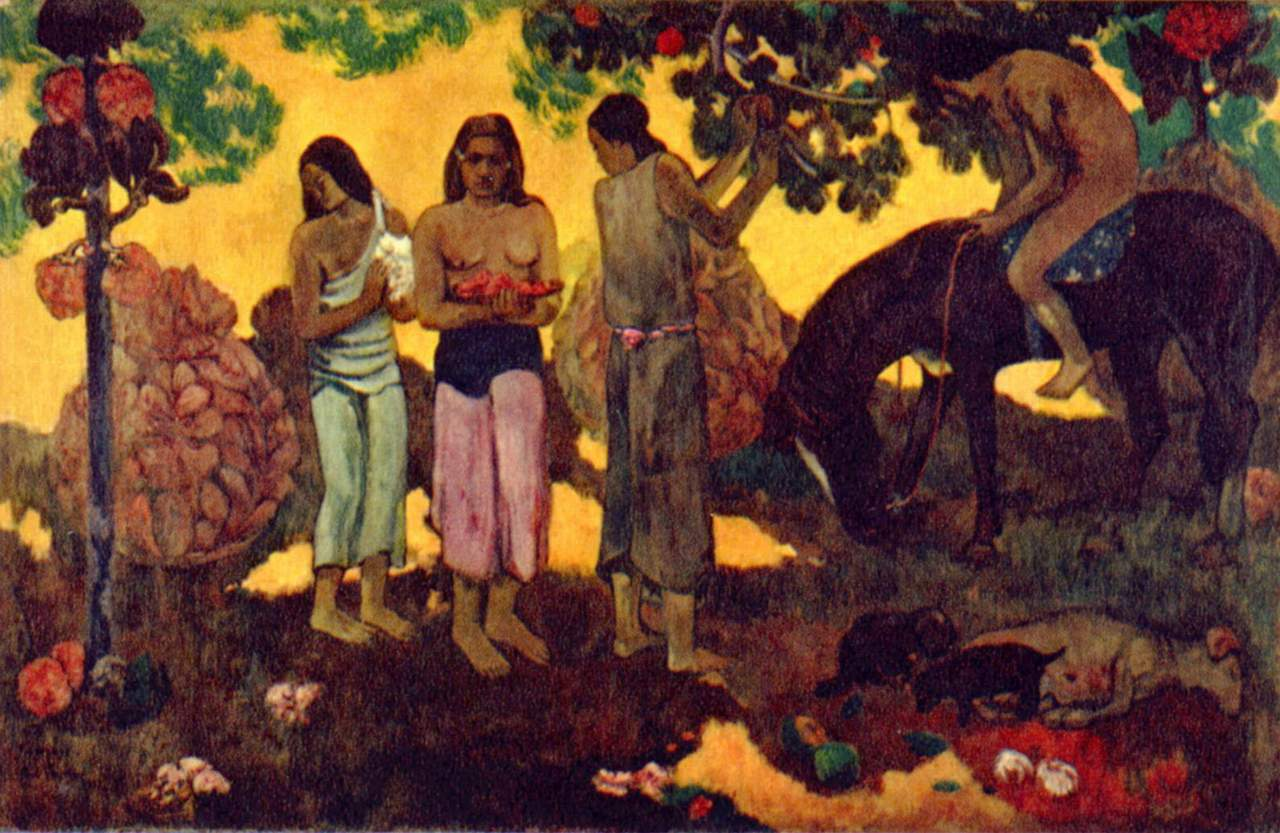
Paul Gauguin : La Cueillette des fruits (1899) - ex collection Chtchoukine
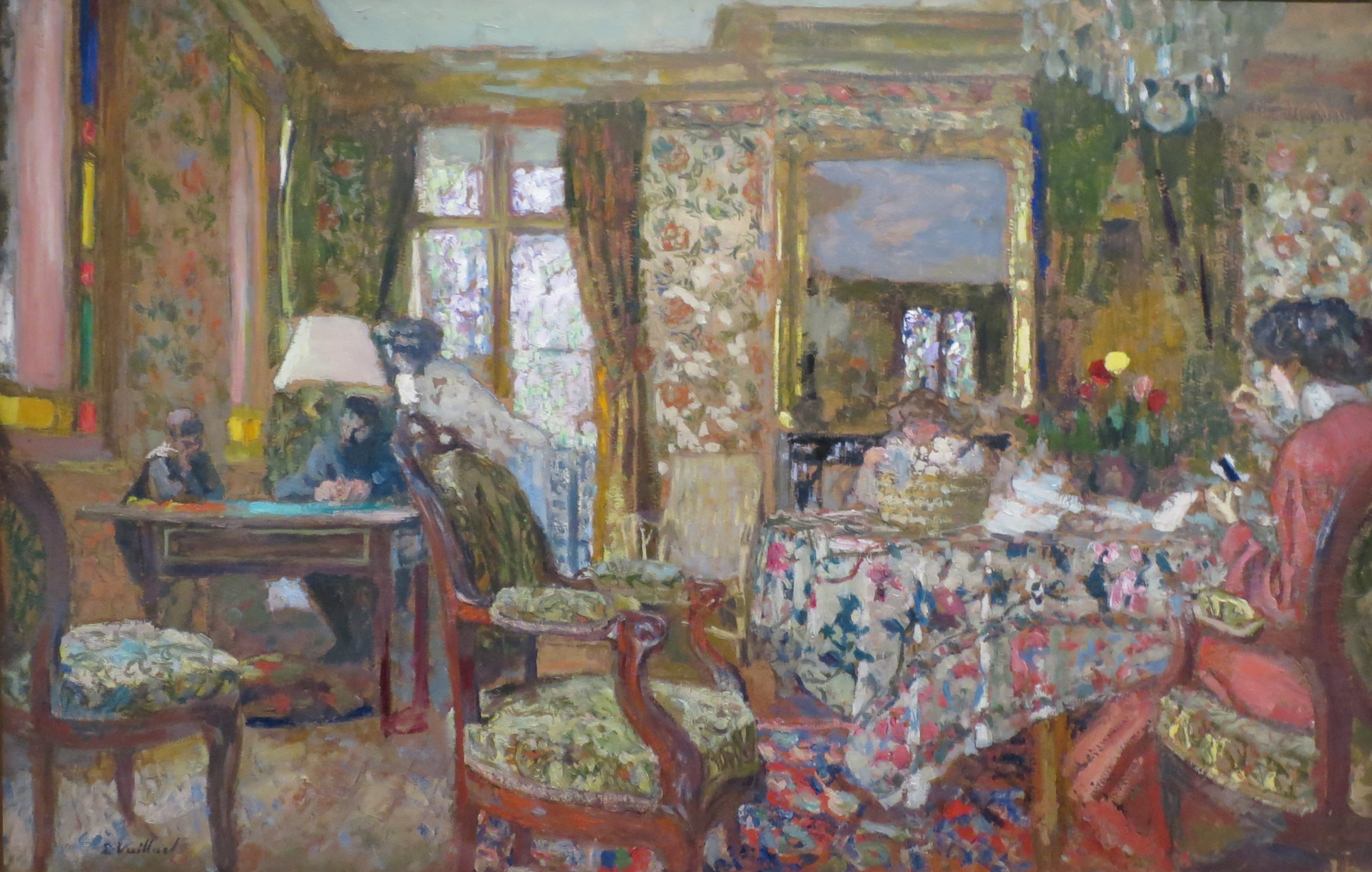
Édouard Vuillard, Intérieur (1904)

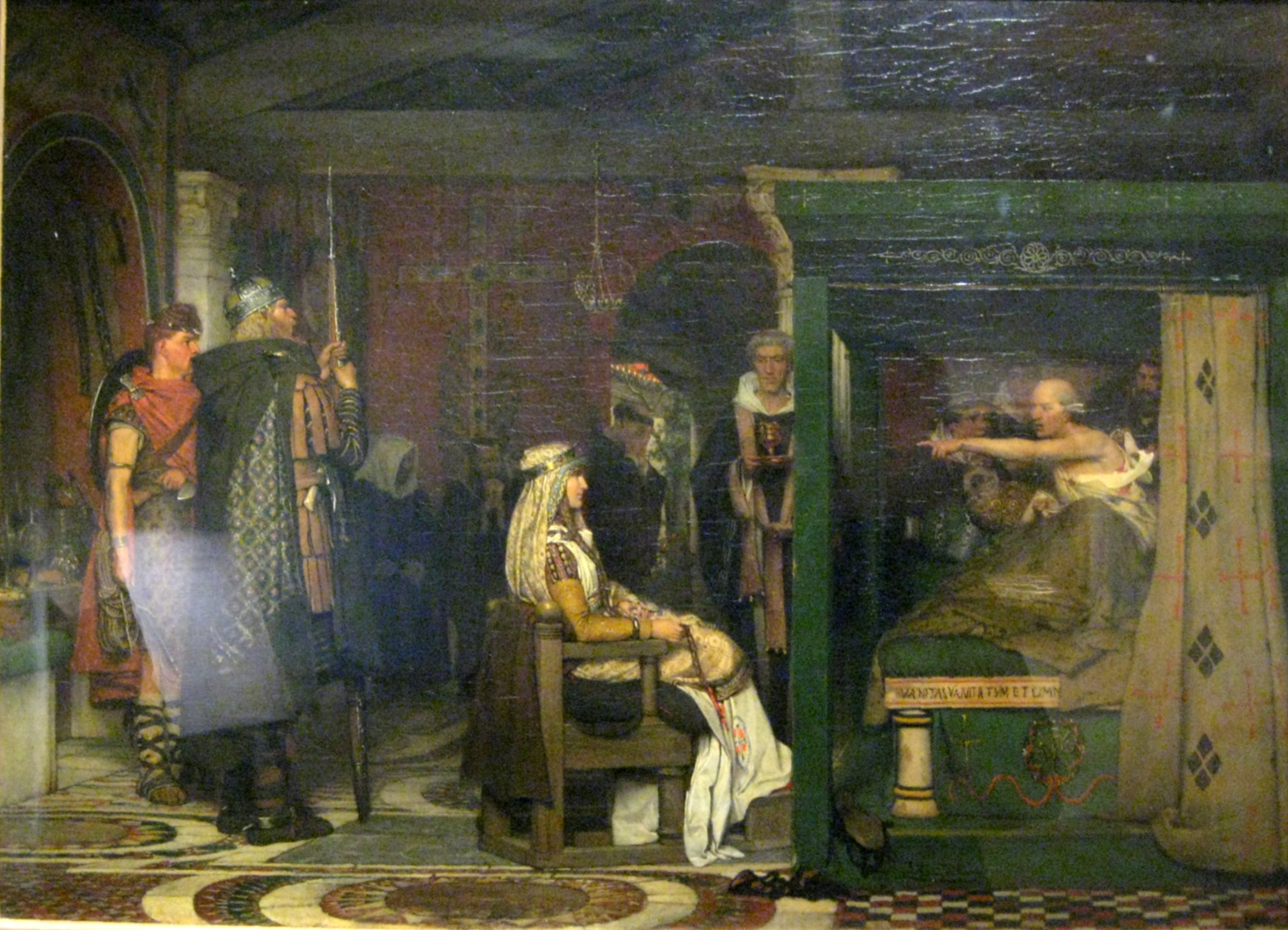
Lawrence Alma-Tadema (1864) : Frédégonde devant le lit de mort de Prétextat (évêque de Rouen, assassiné dans sa cathédrale sur l’ordre de Frédégonde, reine de Neustrie, en 586).

### Peinture anglaise
George Romney, John Constable, Lawrence Alma-Tadema.

### Peinture duXXesiècle
Le Douanier Rousseau ; Picasso (Les Acrobates ; Le Vieux Juif avec des enfants ; L'Espagnole de Majorque ; L'Acrobate sur un ballon ; Portrait d'Ambroise Vollard) ; Maurice de Vlaminck ; André Derain ; Paul Signac ; Pierre Bonnard ; Edvard Munch ; Albert Marquet ; Henri Matisse ; Maurice Utrillo ; Georges Braque ; Fernand Léger ; Giorgio De Chirico ; Raoul Dufy ; Rockwell Kent ; Renato Guttuso, Joan Miró.

### Sculpture
La collection de sculptures européennes compte plus de 600 pièces. Le musée a accru ses collections au fil des années et détient des œuvres allant du VIe au XXIe siècle. Les premières œuvres installées au musée des Beaux-Arts furent d'ailleurs les sculptures de la collection de Mikhaïl Chékine. Après la révolution de 1917, plusieurs sculptures provenant des confiscations les ont rejointes. En 1924, les premières galeries de peinture ont été aménagées et l'on y a entreposé les premières sculptures contemporaines. Après la séparation du musée d'avec l'université de Moscou en 1924, le gouvernement autorisa l'achat de nouvelles sculptures et le musée Pouchkine put enfin rivaliser sur les marchés avec les autres musées d'Europe. Il créa un département de sculpture, qui hérita du fonds du musée Roumiantsev, de celui du musée de l'école Stroganov, du musée de l'Ameublement de Moscou et quelques collections privées (celles de Dimitri Choukine, d'Ilya Ostroukhov (1858-1929), d'Ossip Braz (1873-1936) etc.). Il y avait dans ces collections des sculptures en bois polychrome des XVe et XVIe siècles, des sculptures en bronze des XVIe et XVIIe siècles, et des sculptures de maîtres français du XVIIIe siècle : Lemoyne, Caffieri, Houdon et Clodion. Après la fermeture du Musée national de l'Art occidental en 1948, le musée Pouchkine recueillit 60 sculptures, œuvres de Rodin, Maillol, Bourdelle, Zadkine, Archipenko, etc. La collection de sculptures contemporaines est constituée de legs des artistes eux-mêmes.

Sculptures
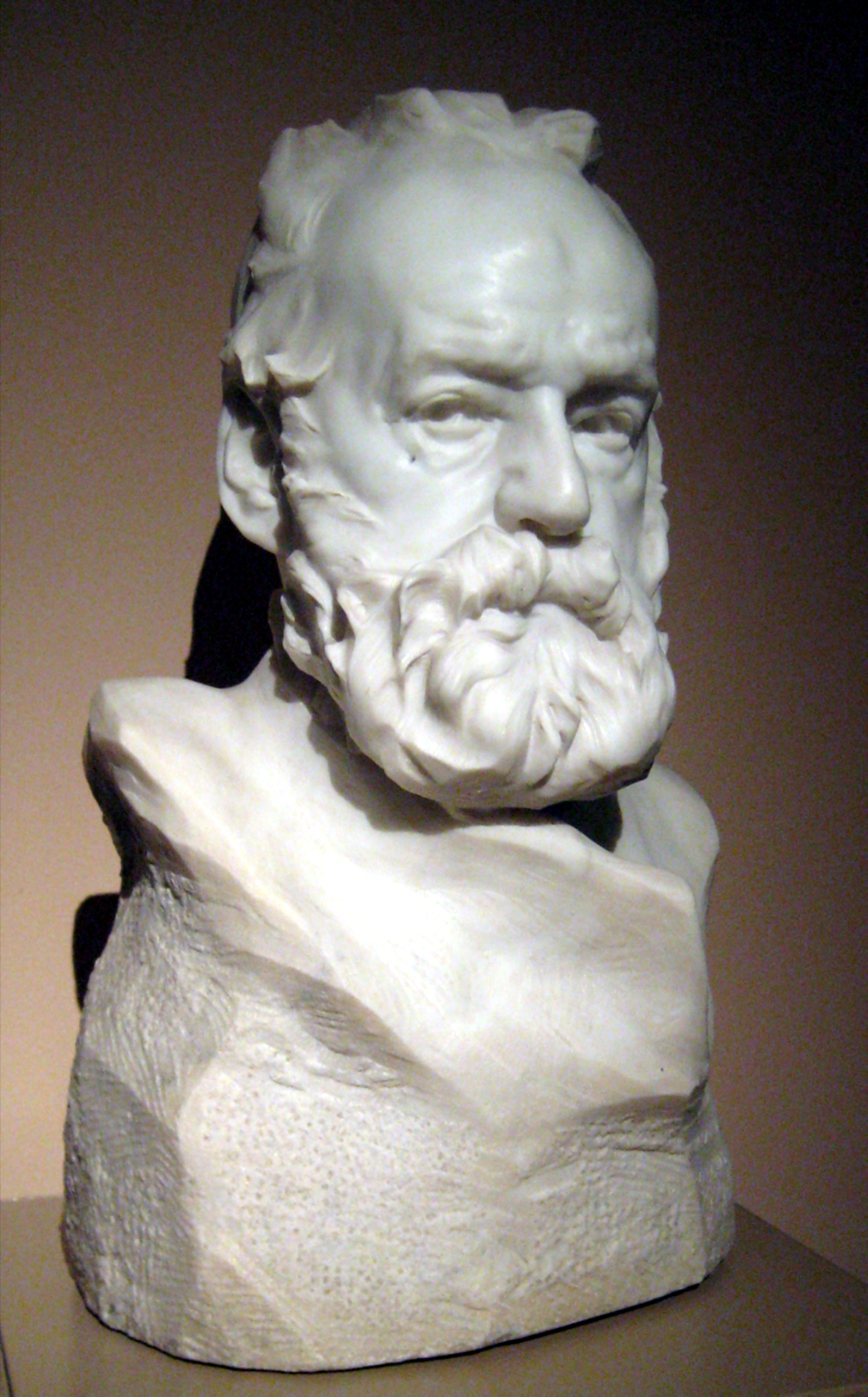
Auguste Rodin, Buste de Victor Hugo.
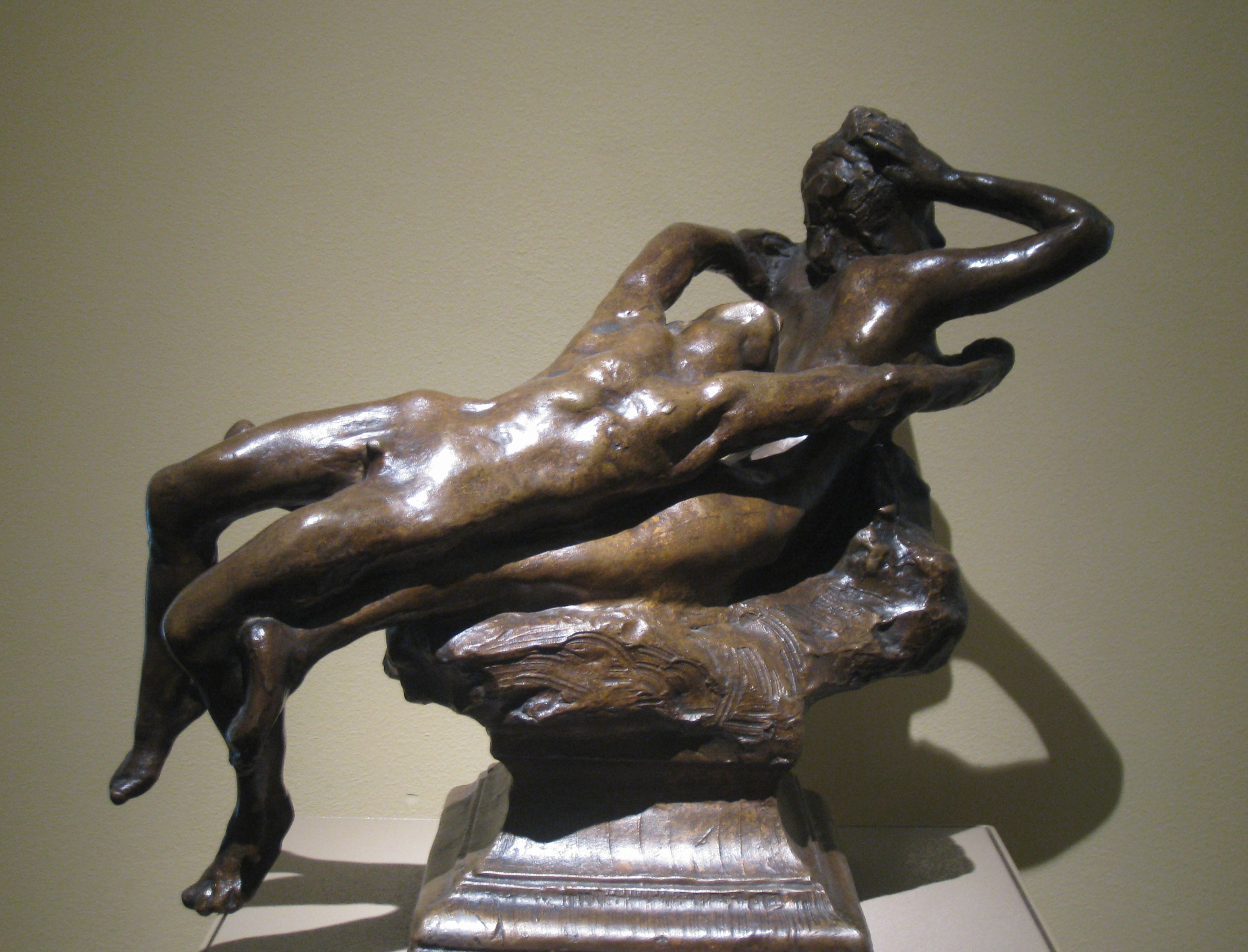
Auguste Rodin, L'Amour fugitif (1881)
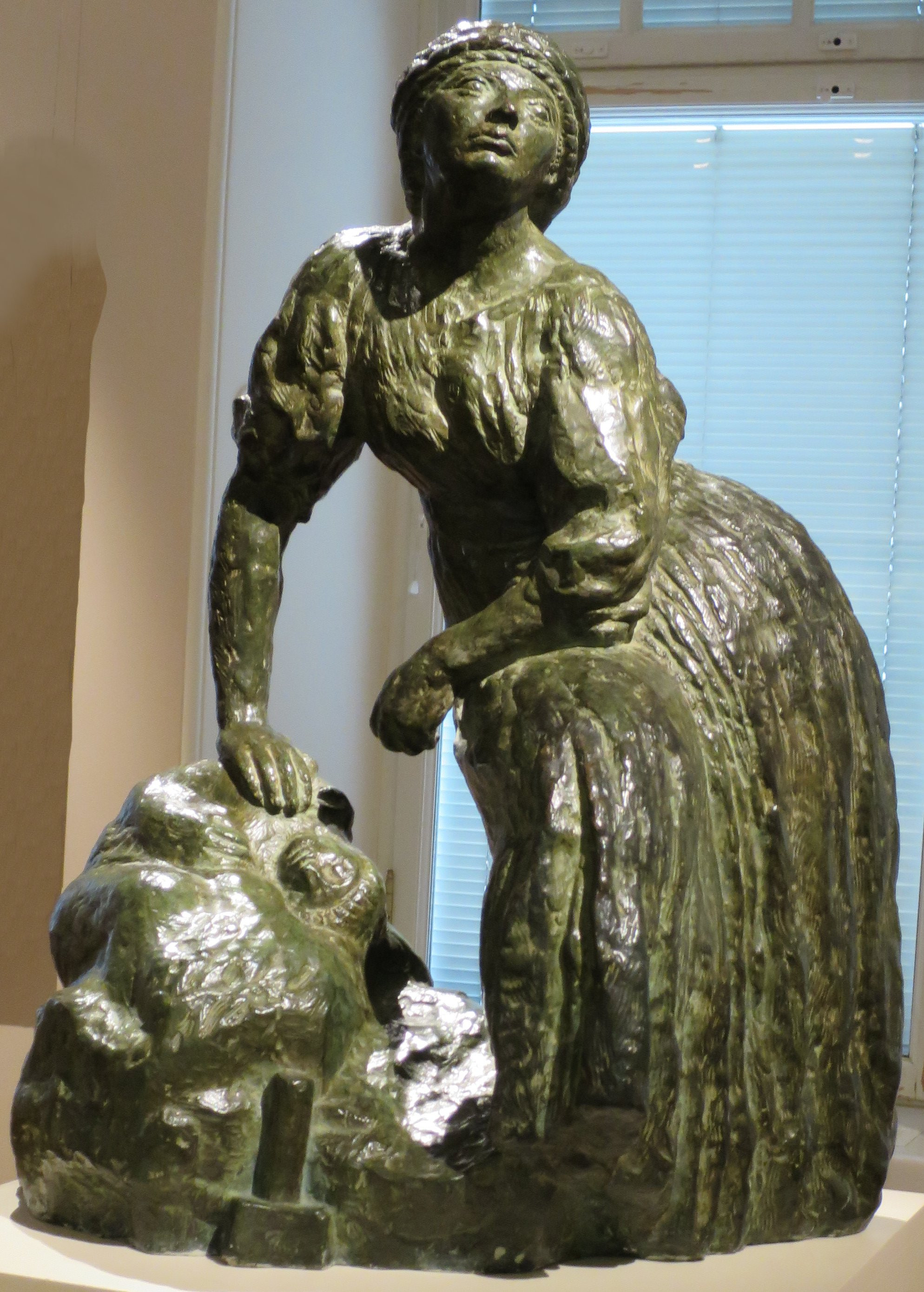
Antoine Bourdelle, Femme sculpteur au repos (1905-1908)

### Collection de moulages de la collection d'Ivan Tsvetaïev
La collection de moulages en plâtre, typique des musées européens du XIXe siècle, est unique aujourd'hui par sa conservation et sa cohérence. La collection de moulages est actuellement exposée dans le bâtiment historique dans seulement un tiers des salles que Tsvetaev avait prévues à cet effet. Environ la moitié des 22 salles d'exposition sont consacrées aux arts plastiques anciens. L'ensemble soigneusement sélectionné de moulages de sculptures créto-mycéniennes, grecques et romaines a été complété par des galvanoplasties d'armes, bijoux et petits objets.
La deuxième partie de la collection de moulages montre les jalons du développement de l'art en Europe occidentale depuis le christianisme primitif jusqu'à la Renaissance. L'art de Michel-Ange est pleinement représenté dans l'exposition. Les sculptures sont complétées par des copies de constructions et détails architecturaux.
Tsvetaev souhaitait présenter les arts plastiques de l'époque moderne et compléter la collection par des moulages de sculptures contemporaines, où les œuvres d'Auguste Rodin auraient occupé la place centrale. Malheureusement, cette dernière partie de son plan n'a pas été mise en œuvre, par manque de financement après un incendie survenu pendant la construction du musée. Accessoirement, certains moulages et copies de la collection du musée sont la seule reproduction authentique d'artefacts perdus pendant les guerres mondiales.

Gypsothèque (moulages pédagogiques) de la collection Tsvetaïev
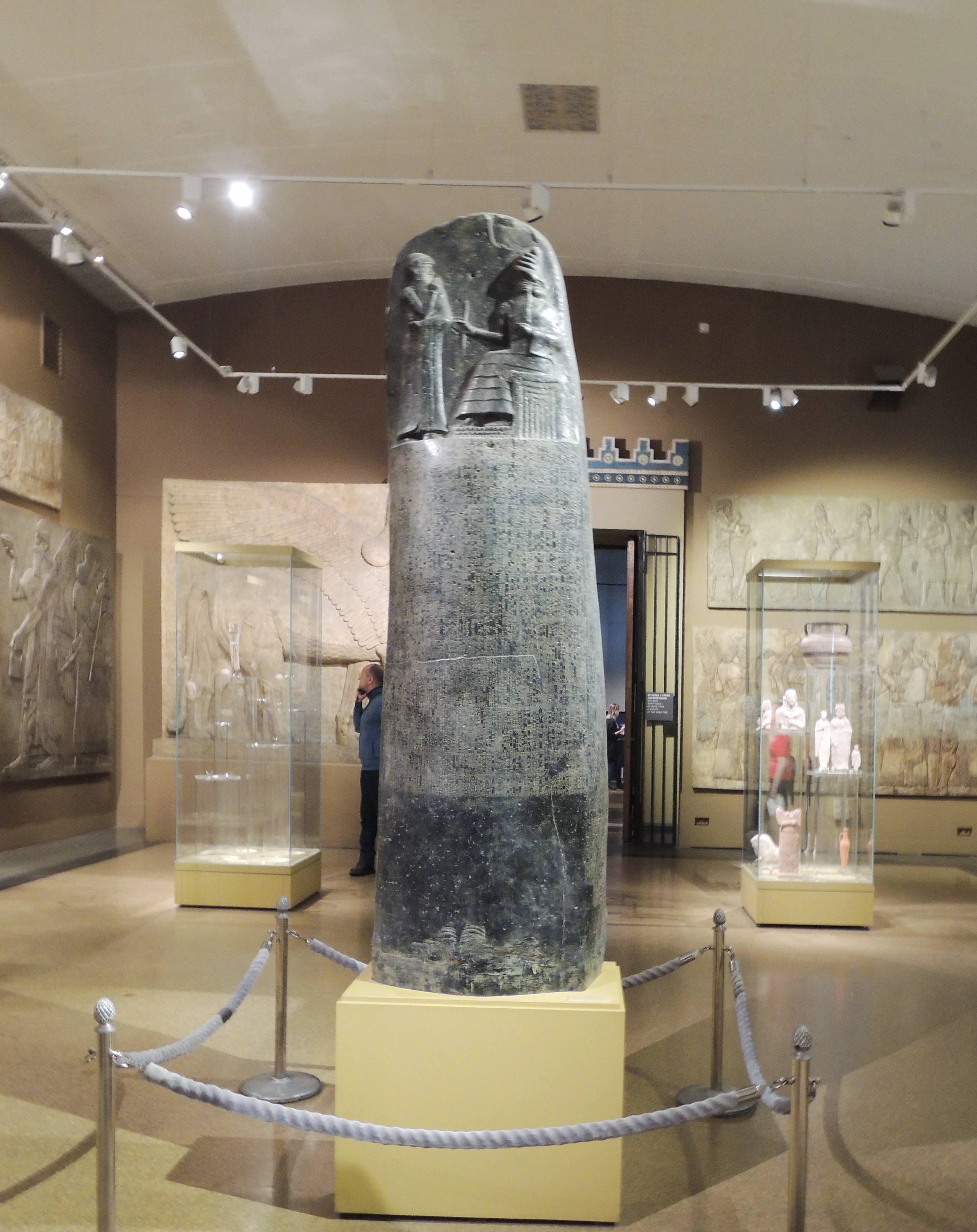
Stèle du Code d'Hammourabi
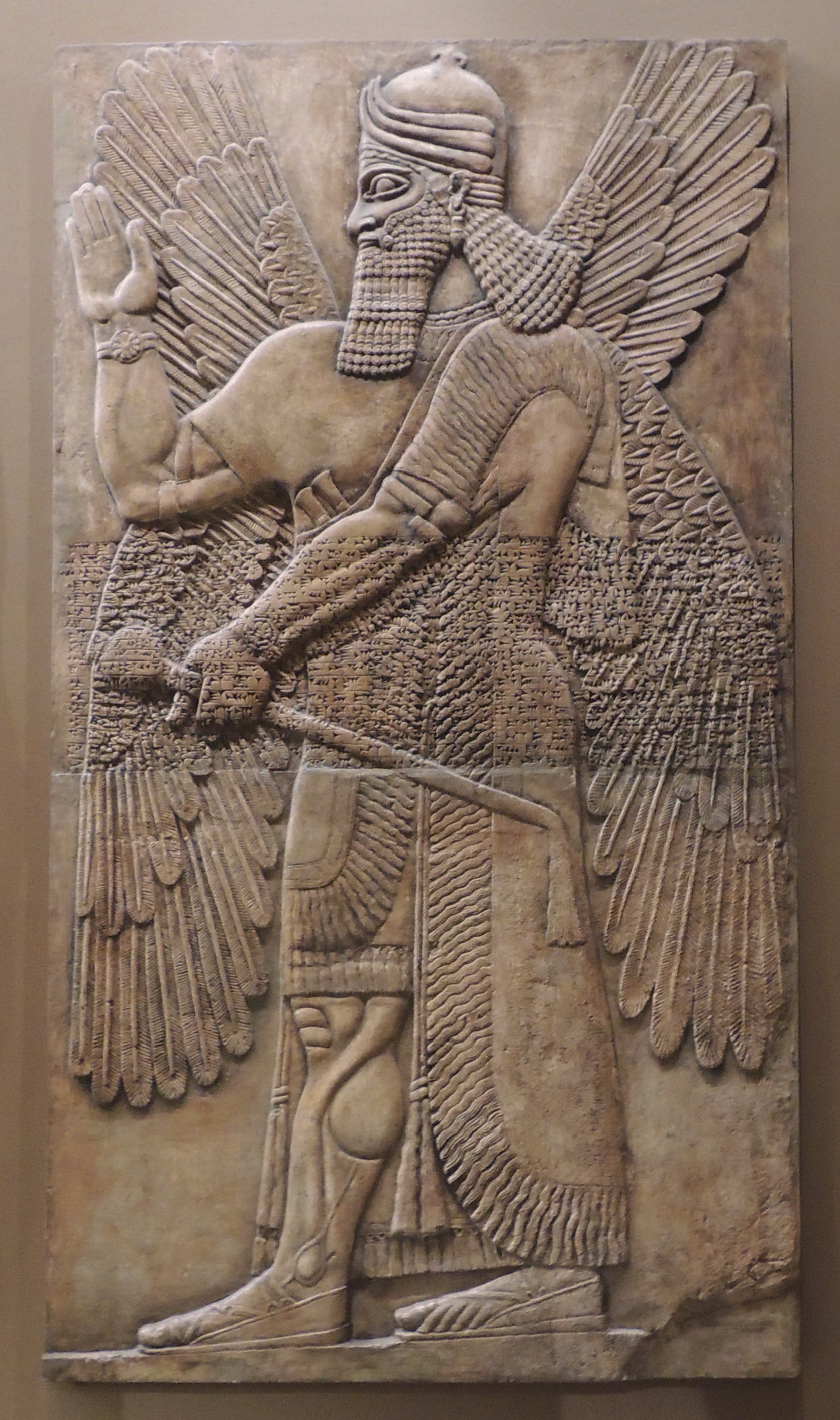
Relief assyrien représentant un esprit ailé dans une pose de bénédiction
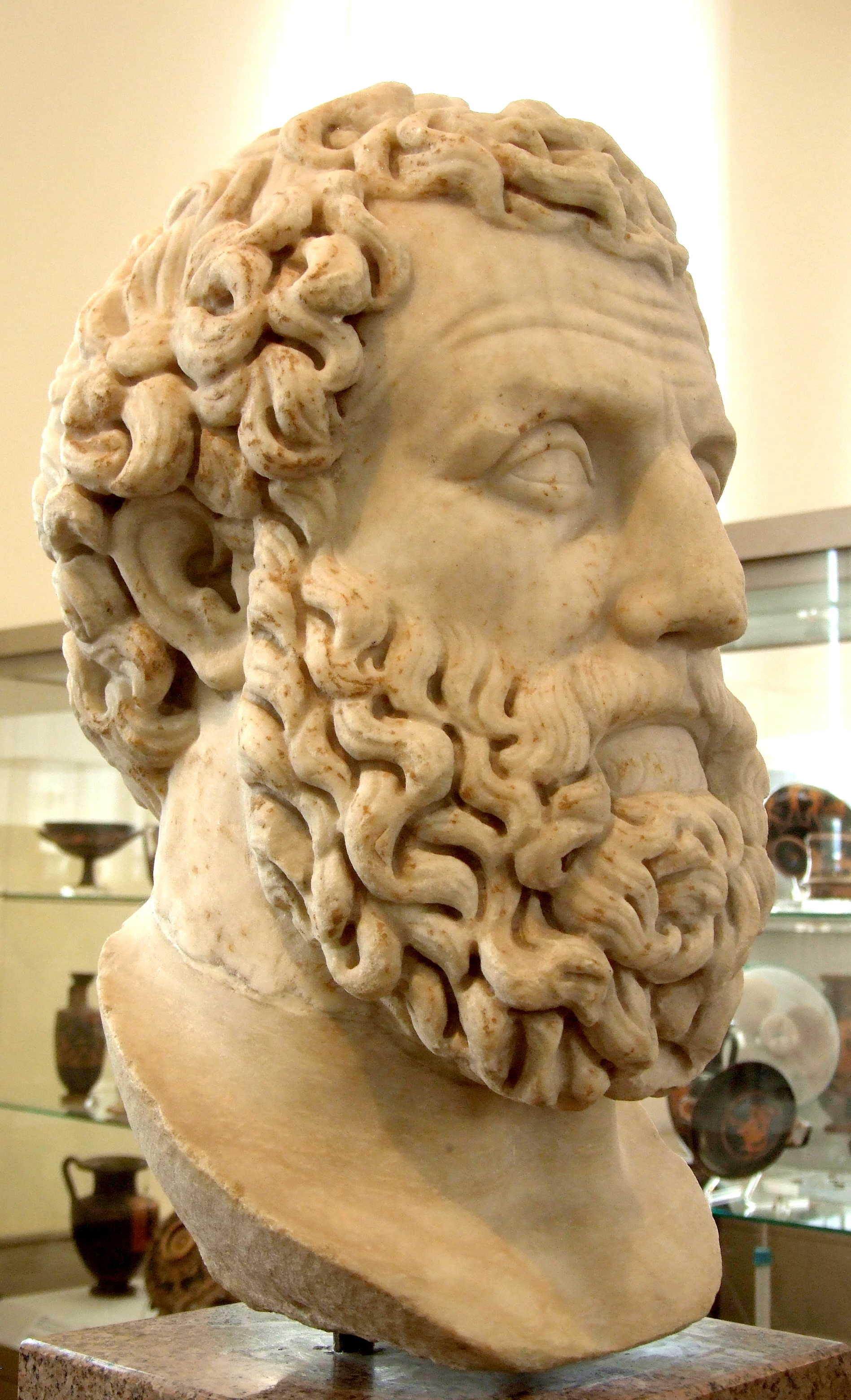
Le poète Archiloque. Copie romaine du IIe siècle.
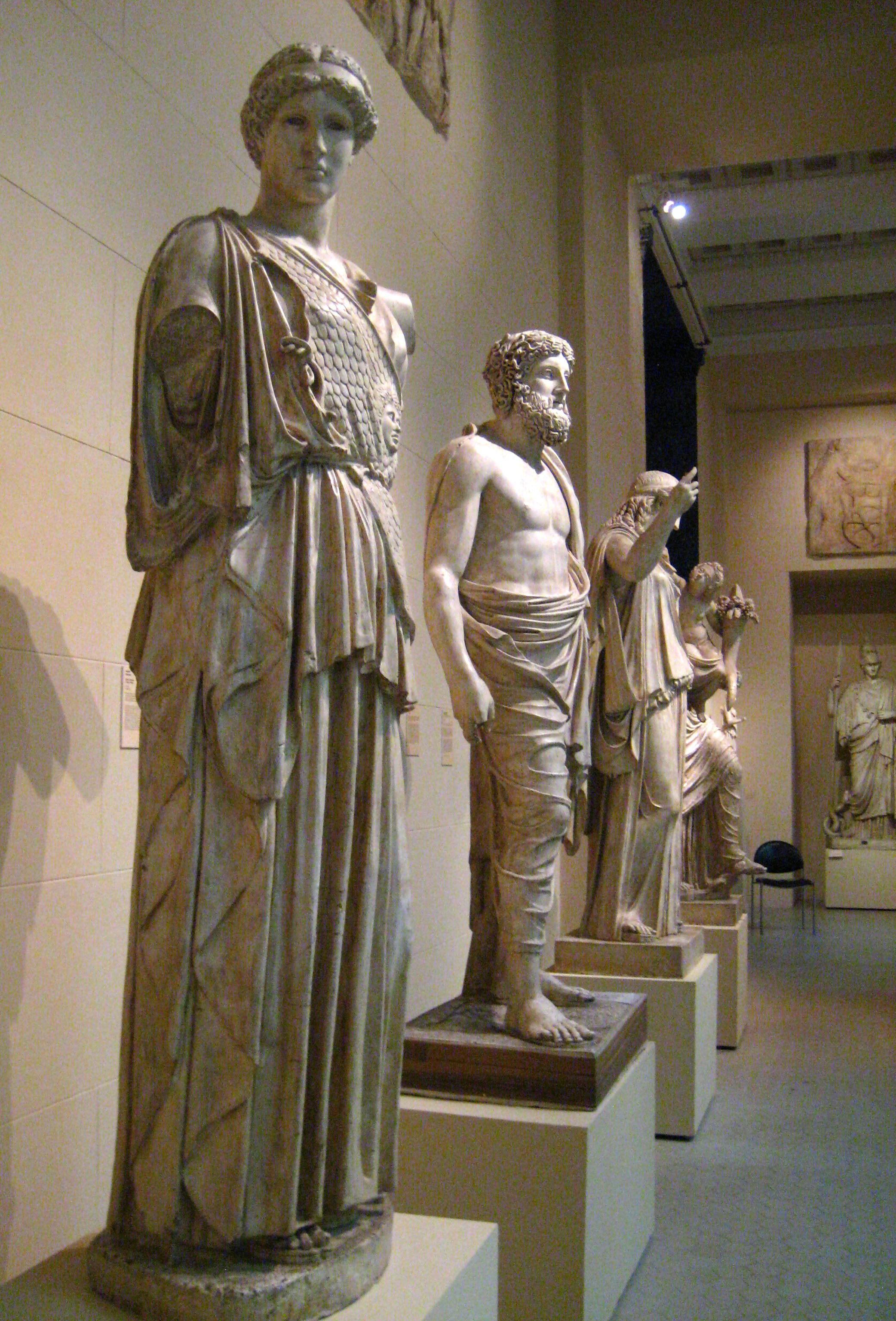
Moulages de sculptures grecques
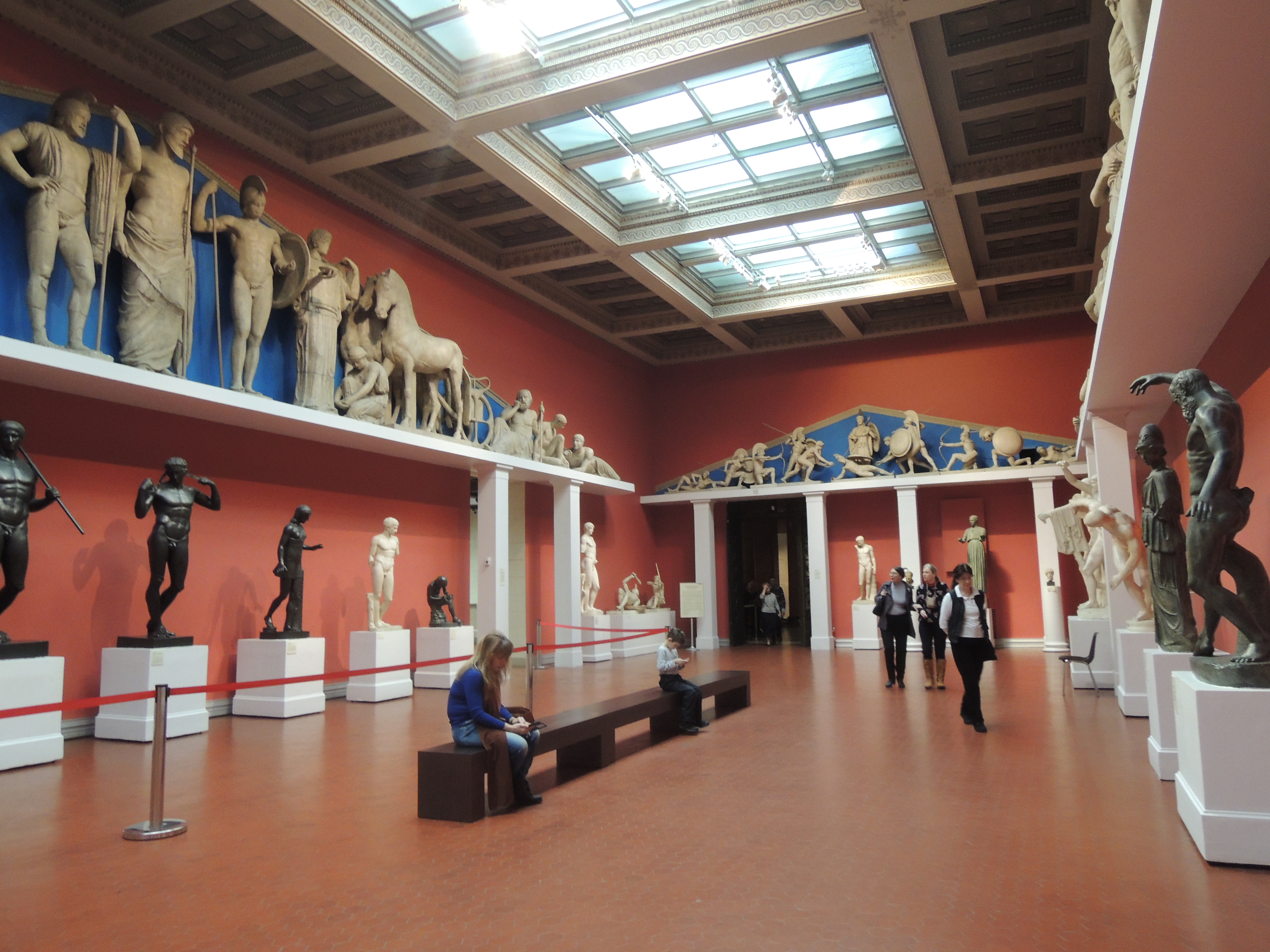
Salle des sculptures grecques
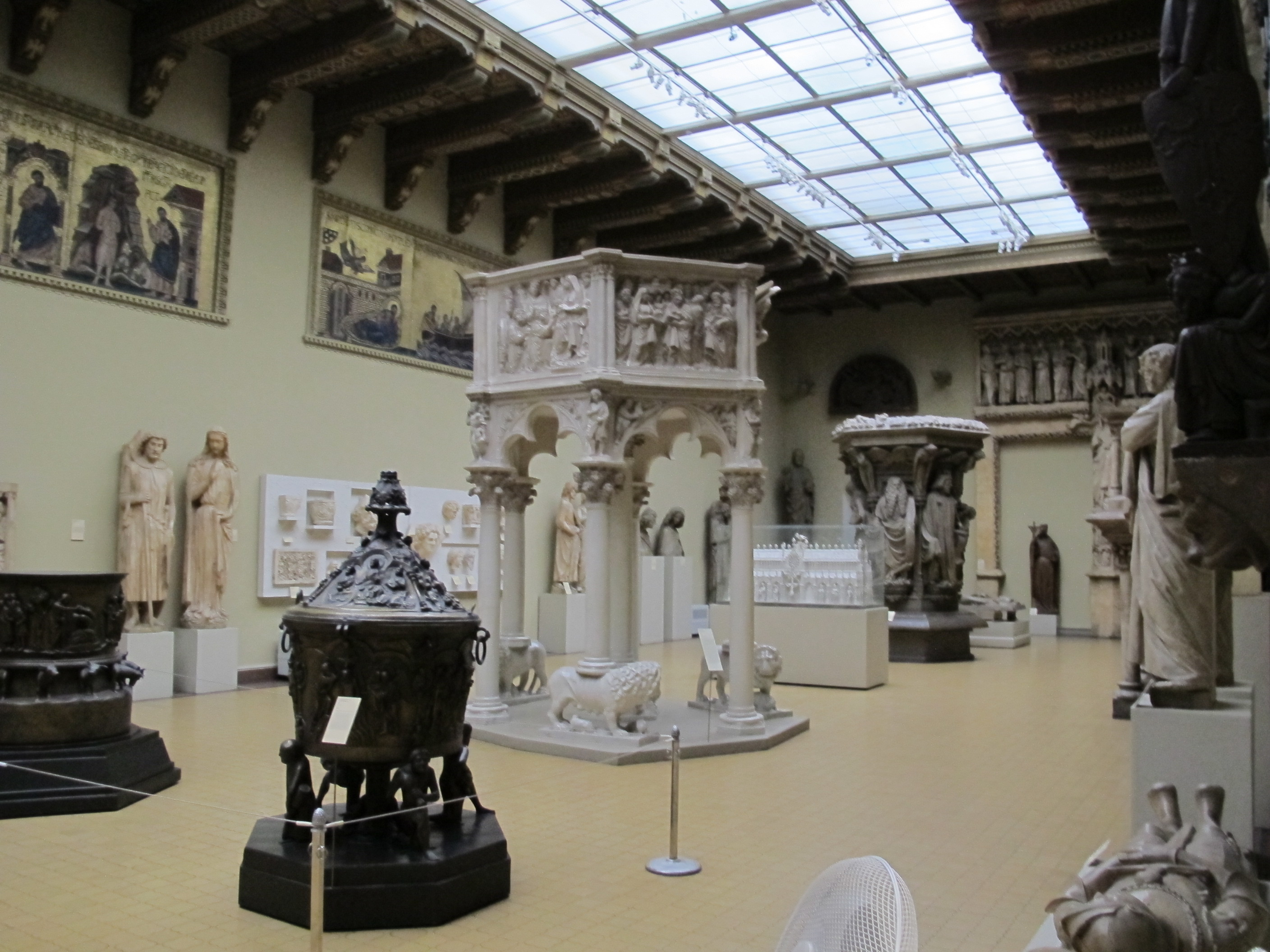
Salle des sculptures médiévales
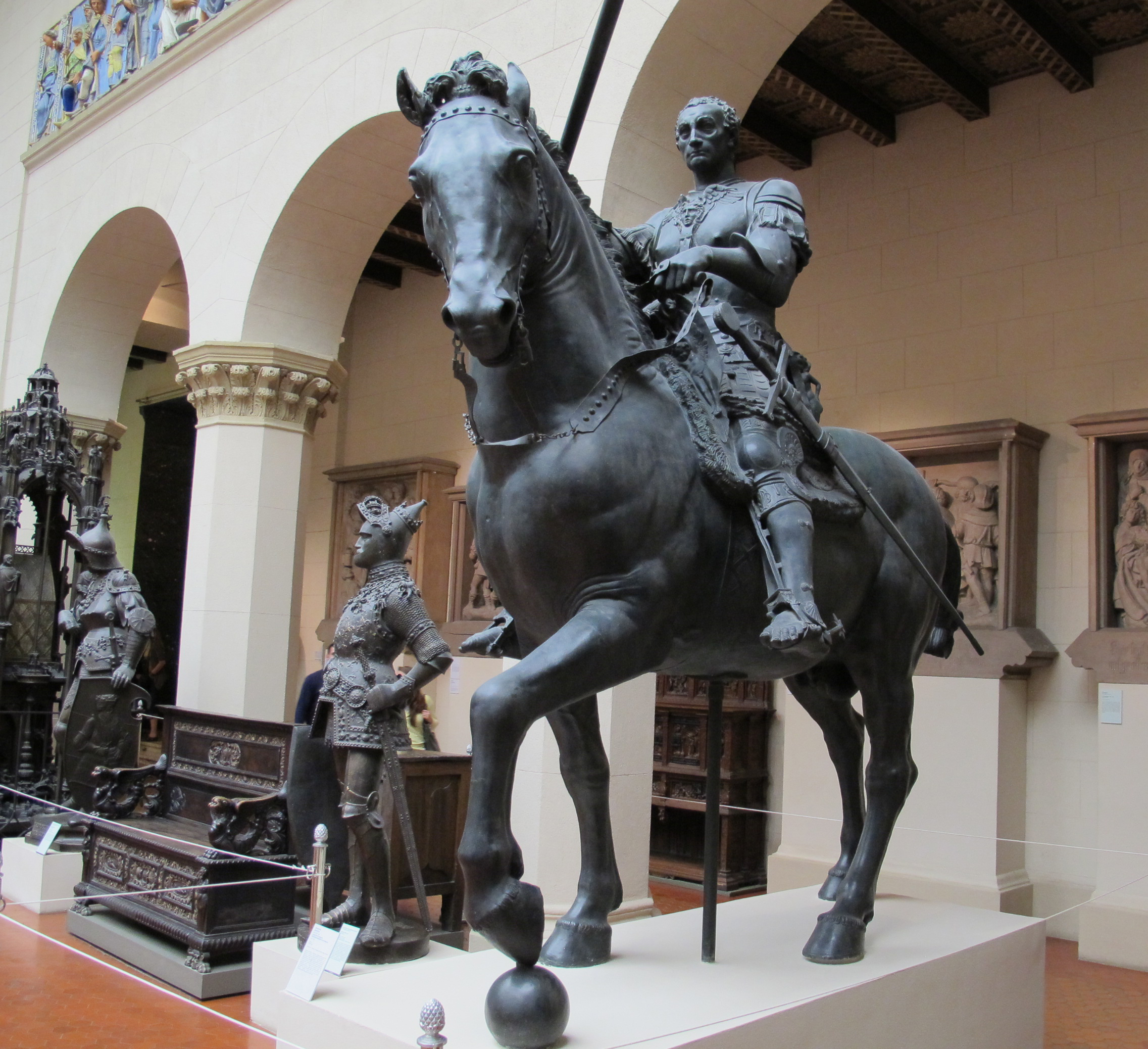
Statue de Gattamelata, par Donatello.
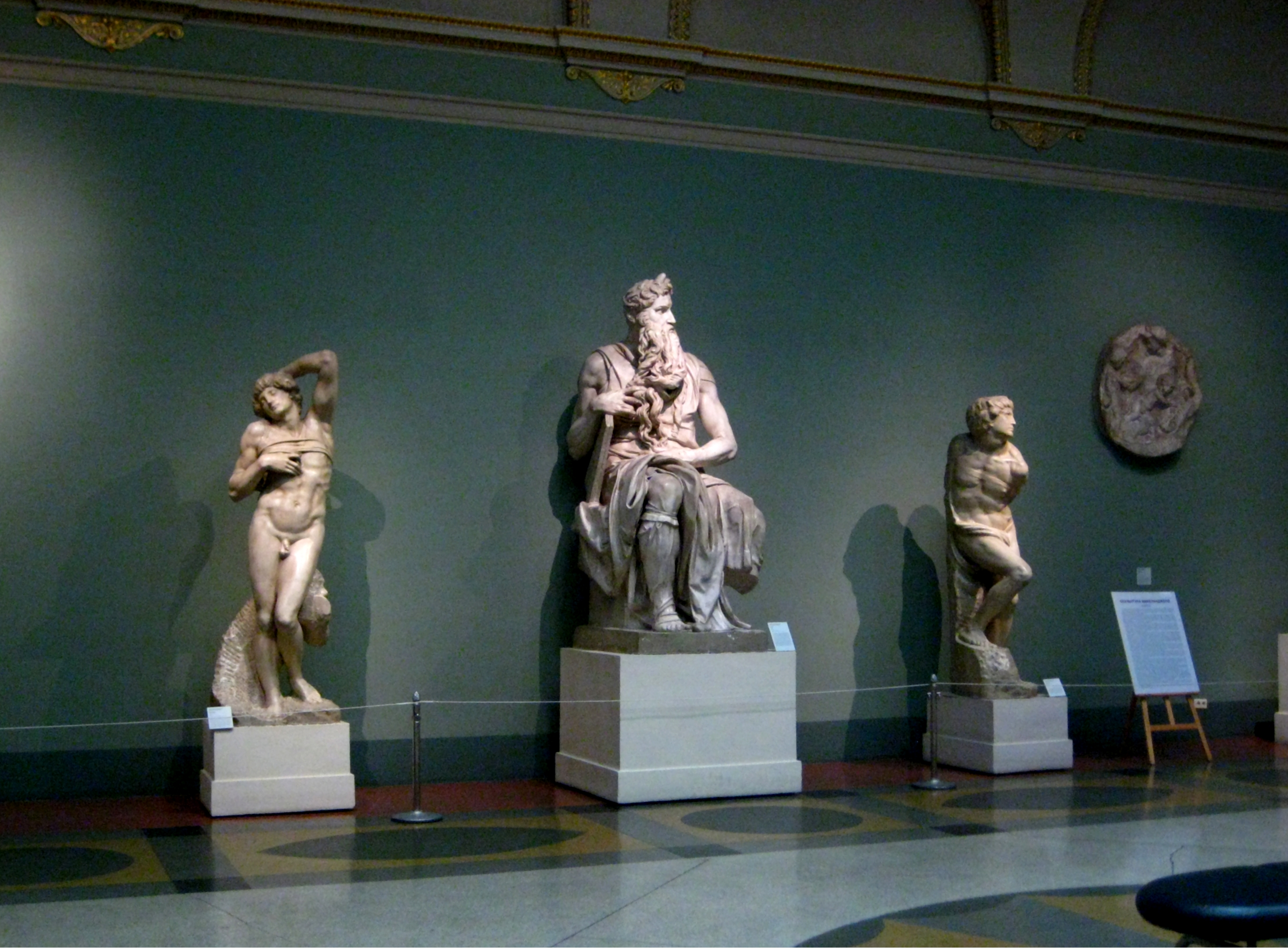
Moïse de Michel-Ange

### Collections privées
- Ilya Samoïlovitch Silberstein (1905-1988)
- Eugène Yakovlevitch Stepanov (1900-1991)
- Alexandre Mikhaïlovitch Rodchenko (1891-1956)
- Varvara F. Stepanova (1894-1958)
- David Šterenberg (1881-1948)
- Tatiana A. Mavrina (1902-1996)